# Liste des appareils de la composante air

Un Lockheed C-130 de la composante air.

Voici la liste des appareils composant la flotte de la composante air de l'armée belge.

## Les premiers appareils belges
| Avion                          | Origine          | Type                                 | Année d'acquisition | En service |
| ------------------------------ | ---------------- | ------------------------------------ | ------------------- | ---------- |
| Fairey Battle                  | Royaume-Uni      | Bombardement léger                   | 1938                | 16         |
| Fairey Fox                     | Royaume-Uni      | Bombardement léger et observation    | 1933–1938           | 154        |
| Fiat CR.42                     | Italie           | Chasseur                             | 1940                | 27         |
| Fokker F.VII                   | Pays-Bas         | Transport                            | 1935                | 9          |
| Gloster Gladiator              | Royaume-Uni      | Chasseur                             | 1937                | 22         |
| Hawker Hurricane               | Royaume-Uni      | Chasseur                             | 1939                | 20         |
| Koolhoven FK.56                | Pays-Bas         | Entraînement avancé                  | 1940                | 12         |
| LACAB GR.8                     | Belgique         | Prototype de bombardier              | 1936                | 1          |
| Morane-Saulnier MS.230         | France           | Observation                          | 1932                | 23         |
| Potez 33                       | France           | Bombardement léger et reconnaissance | 1930                | 10         |
| Renard R.31                    | Belgique         | Observation                          | 1935                | 33         |
| Renard R.38                    | Belgique         | Prototype de chasse                  | 1940                | 1          |
| SABCA S-47 / Caproni Ca.335    | Belgique/ Italie | Prototype de bombardier léger        | 1940                | 1          |
| Savoia-Marchetti SM.73         | Italie           | Transport                            | 1940                | 8          |
| Savoia-Marchetti SM.83         | Italie           | Transport                            | 1940                | 3          |
| Stampe-et-Vertongen SV-5       | Belgique         | Entraînement                         | 1936                | 21         |
| Stampe-et-Vertongen SV-22      | Belgique         | Entraînement                         | 1933                | 10         |
| Stampe-et-Vertongen SV. 26-180 | Belgique         | Entraînement                         | 1933                | 10         |

### Galerie d'images

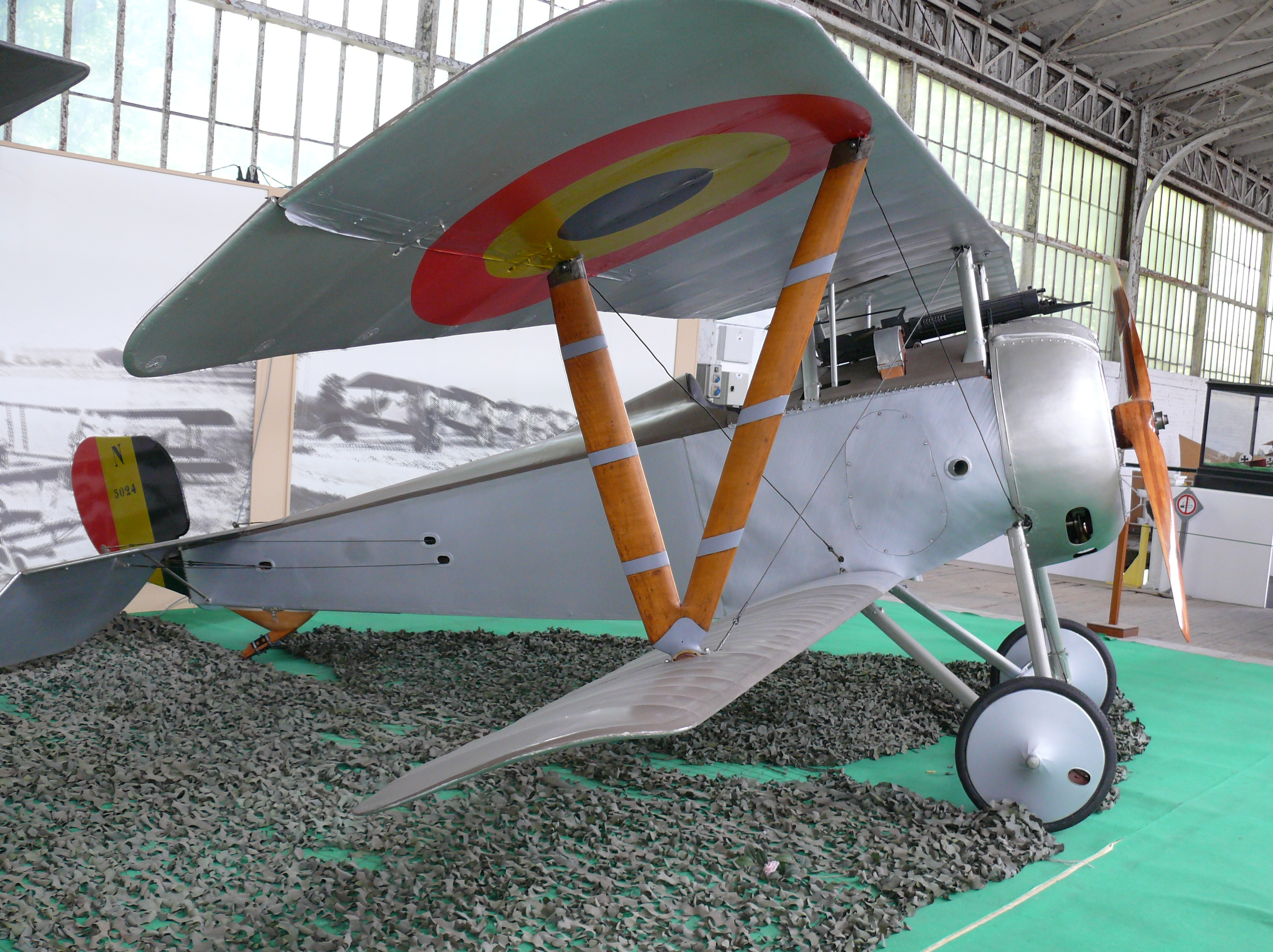
Un Nieuport 23, aujourd'hui au musée de l'air de Bruxelles.
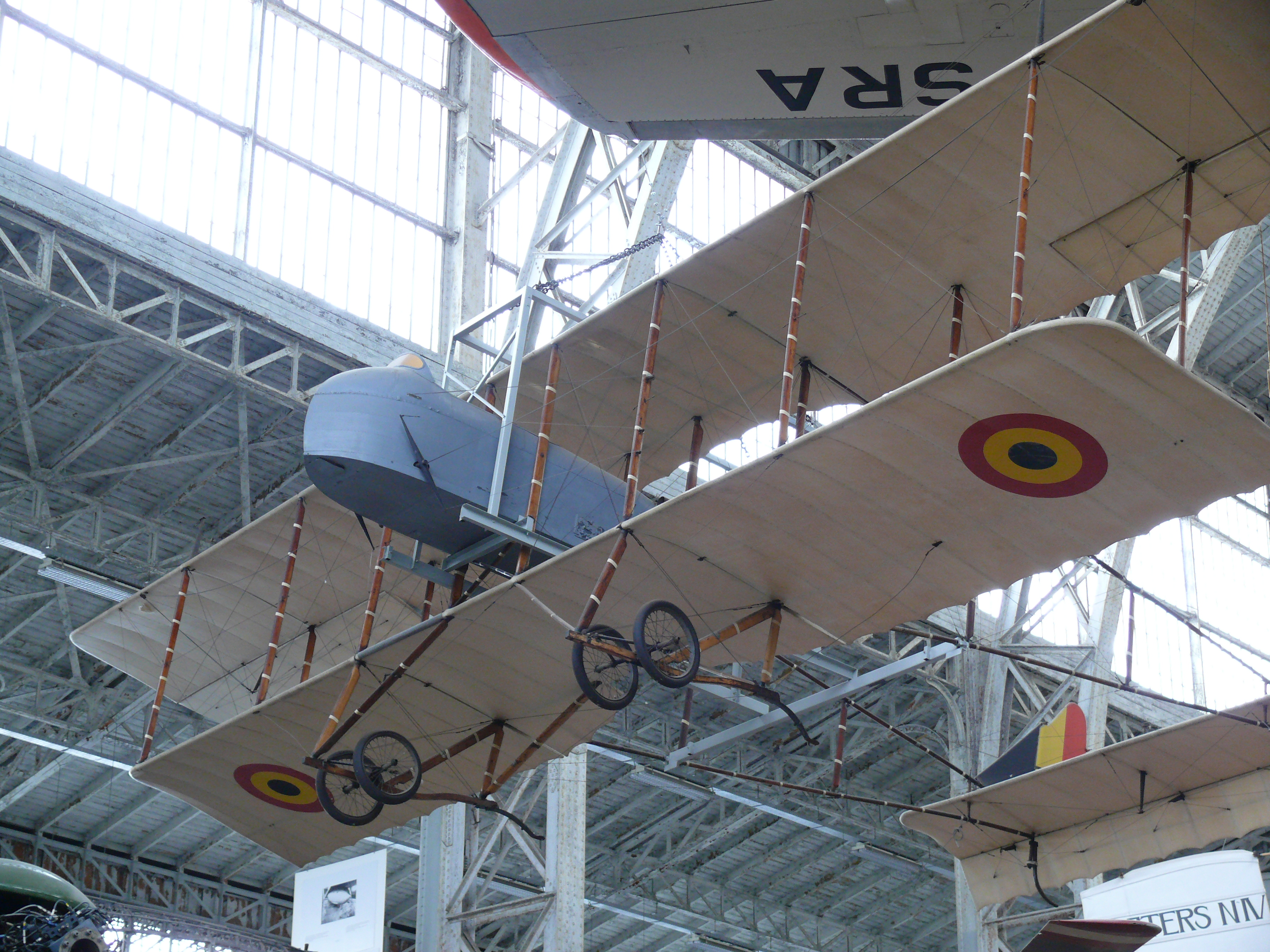
Un Farman F-11, également au même musée.
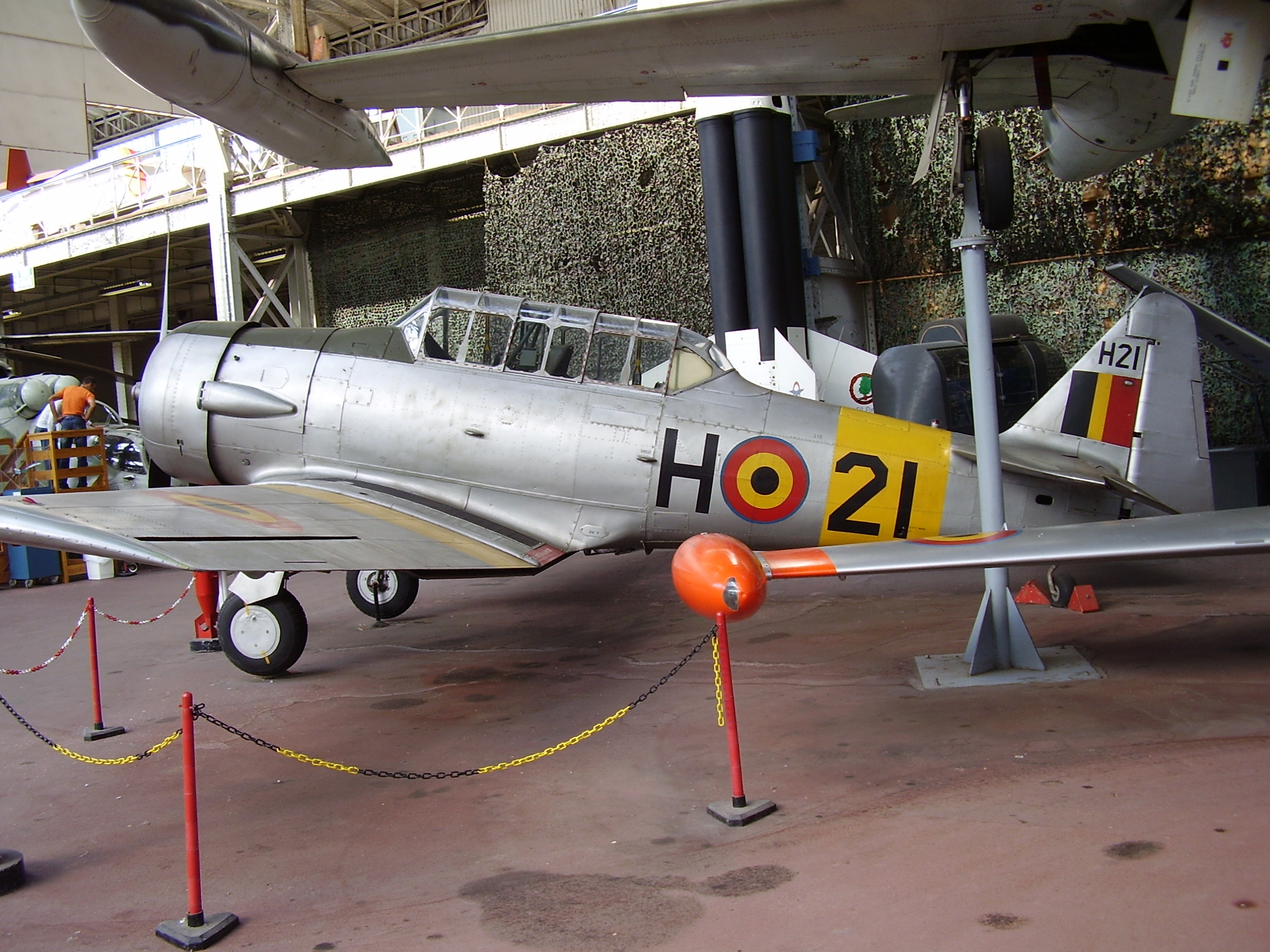
Un North American T-6 datant de la Seconde Guerre mondiale.

## Chasseurs et chasseurs-bombardiers
| Type                                                          | Nombre total | Mise en service | Retrait du service | Remarques |
| ------------------------------------------------------------- | ------------ | --------------- | ------------------ | --- |
| Lockheed Martin F-35A Lightning II                            | 34           | horizon 2025    | Pas encore actifs  | Livraison prévue en 2025.                                                                                          |
| General Dynamics (Lockheed) F-16A Fighting Falcon (monoplace) | 136          | 03-1979         | Actifs             | Assemblage sous licence par la SONACA. Une partie a bénéficié du MLU (mid-life update) et le reste a été déclassé. |
| General Dynamics (Lockheed) F-16B Fighting Falcon (biplace)   | 24           | 01-1979         | Actifs             | Une partie a bénéficié du MLU (mid-life update) et le reste a été déclassé.                                        |
| Dassault Mirage 5BA (monoplace)                               | 63           | 06-1970         | 06-1994            | Remplacé par un second lot de 44 F-16 commandé en février 1983.                                                    |
| Dassault Mirage 5BD (biplace)                                 | 16           | 06-1970         | 01-1994            | |
| Dassault Mirage 5BR (monoplace)                               | 27           | 07-1971         | 06-1994            | Reconnaissance |
| Lockheed F-104G Starfighter (monoplace)                       | 100          | 04-1963         | 09-1983            | |
| Lockheed TF-104G Starfighter (biplace)                        | 12           | 01-1965         | 10-1983            | |
| Gloster (A.W.) Meteor NF.11                                   | 24           | 07-1952         | 08-1958            | Fabrication sous licence par Avions Fairey.                                                                        |
| Gloster Meteor F.4                                            | 48           | 04-1949         | 07-1957            | |
| Gloster Meteor F.8                                            | 240          | 11-1950         | 06-1963            | |
| Gloster Meteor T.7                                            | 43           | 06-1949         | 01-1962            | |
| Gloster Meteor T.7A                                           | 6            | 1955            | 1962               | |
| Avro Canada CF100 Canuck Mk.5                                 | 53           | 12-1957         | 2-1964             | |
| De Havilland DH.98 Mosquito FB/TT.6                           | 3            | 10-1951         | 8-1956             | |
| De Havilland DH.98 Mosquito NF.17 & 19                        | 2            | 1947            | ?                  | |
| De Havilland DH.98 Mosquito NF.30                             | 26           | 12-1947         | 10-1956            | |
| De Havilland DH.98 Mosquito T/TT.3                            | 8            | 07-1947         | 11-1955            | |
| Hawker Hunter F.4                                             | 112          | 06-1956         | 03-1960            | Construction sous licence par la SABCA de 200 Hunter F.4 et F.6                                                    |
| Hawker Hunter F.6                                             | 144          | 06-1957         | 11-1963            | |
| Hawker Hurricane Mk.2b/c                                      | 5            | 06-1946         | 1948               | |
| Republic F-84E Thunderjet                                     | 21           | 04-1951         | 08-1956            | |
| Republic F-84F Thunderstreak                                  | 197          | 08-1955         | 05-1972            | |
| Republic F-84G Thunderjet                                     | 213          | 03-1952         | 09-1957            | |
| Republic RF-84F Thunderflash                                  | 34           | 07-1955         | 05-1972            | Reconnaissance |
| Supermarine Spitfire LF.16                                    | 26           | 10-1946         | 11-1947            | |
| Supermarine Spitfire F/FR.14c/e                               | 135          | 04-1947         | 10-1954            | FR = reconnaissance                                                                                                |

### Galerie d'images

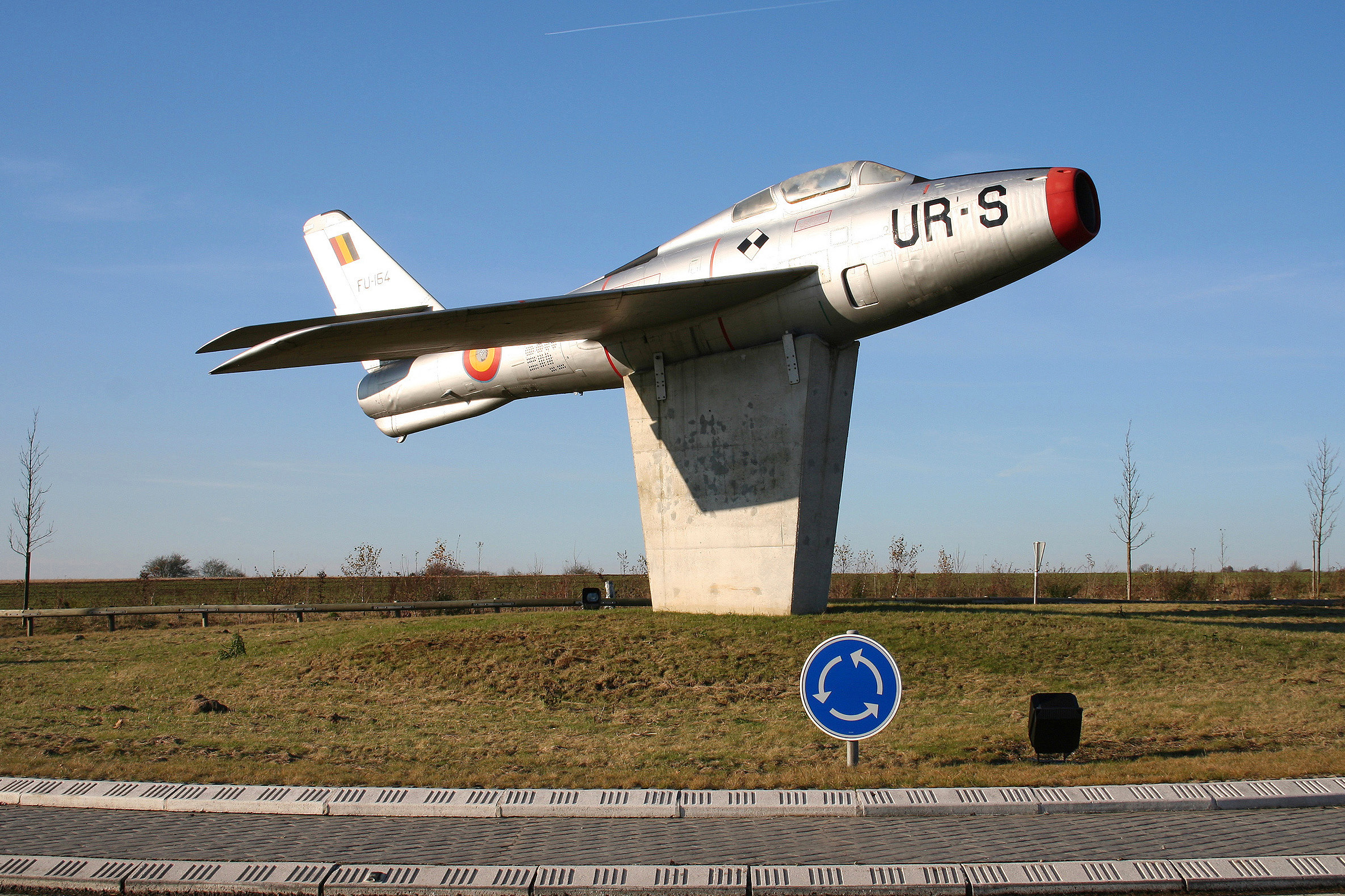
Un ancien F-84 de la force aérienne, décorant aujourd'hui un rond-point.
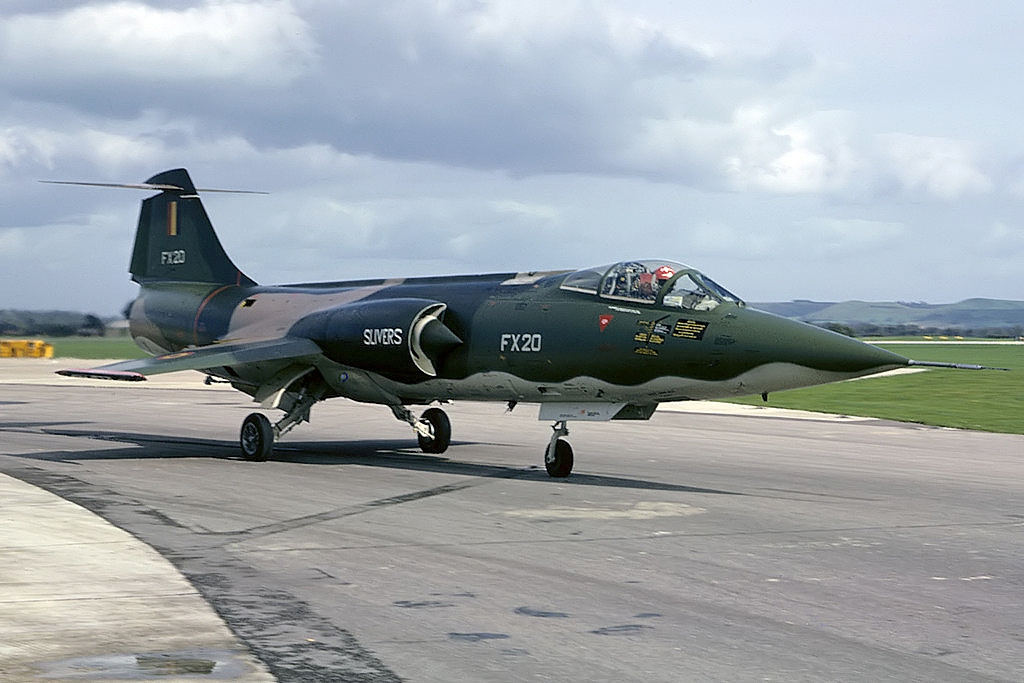
Un Lockheed F-104 Starfighter, en 1974.
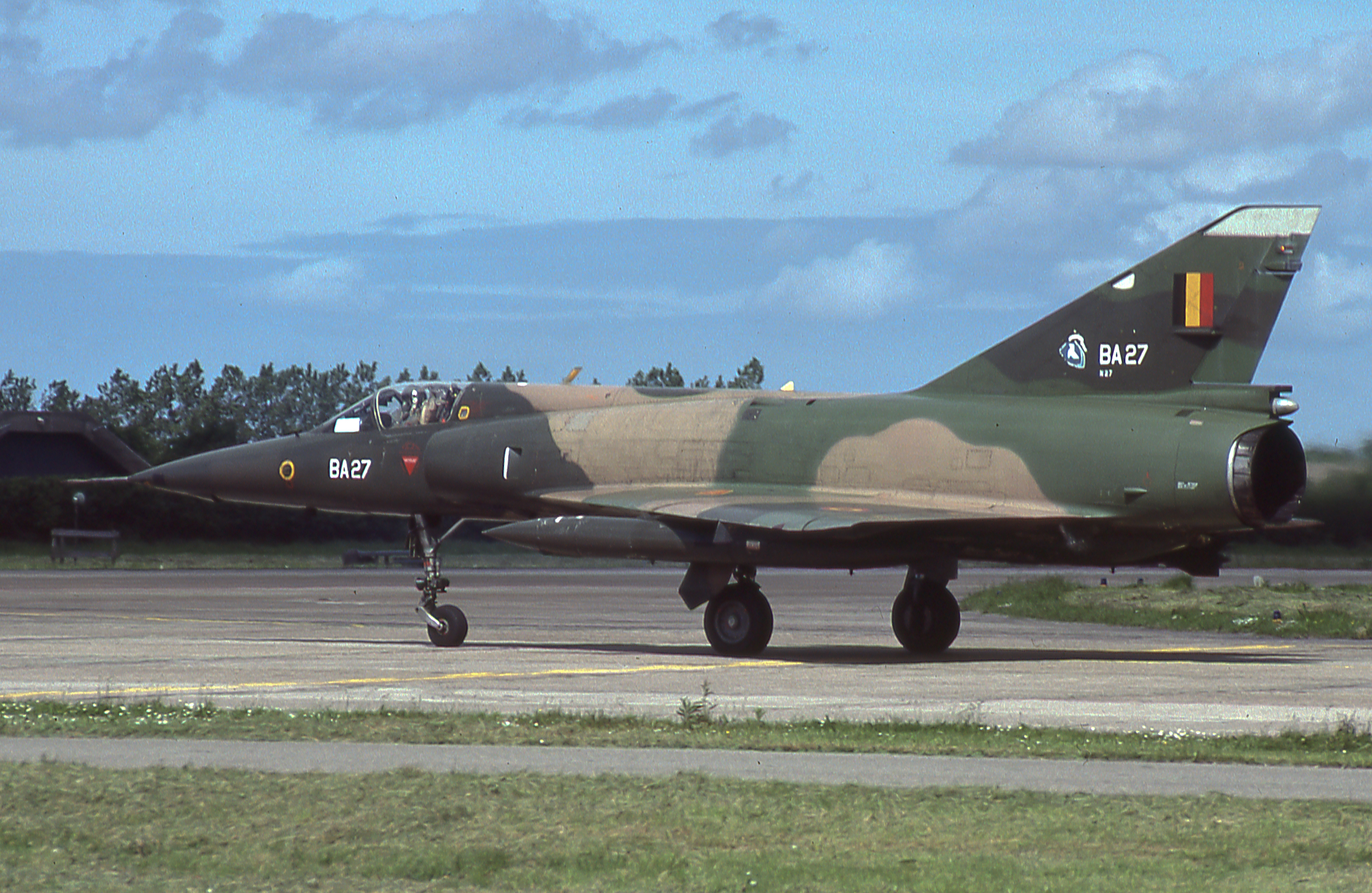
Les Mirage 5 sont aujourd'hui tous retirés du service.
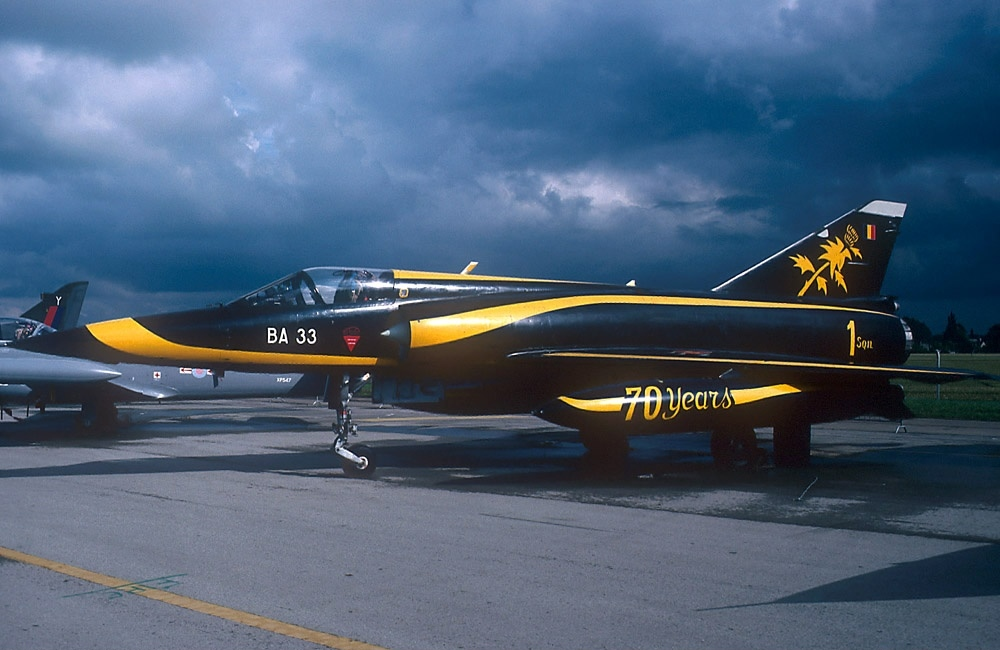
Un Mirage 5 (pris en 1987) peint pour le 75e anniversaire de la 1re escadrille de chasse.
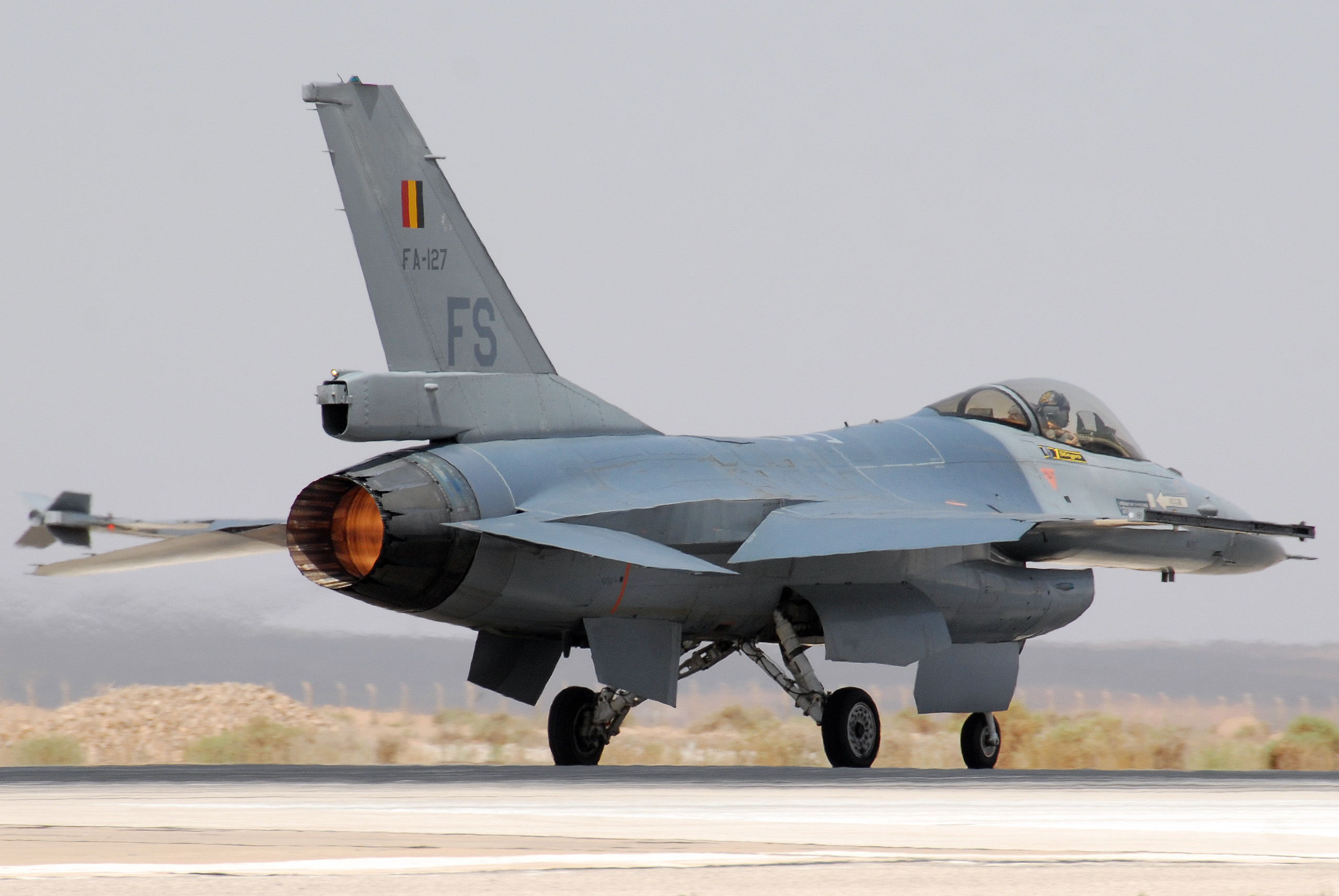
F-16 belge aux couleurs classiques.
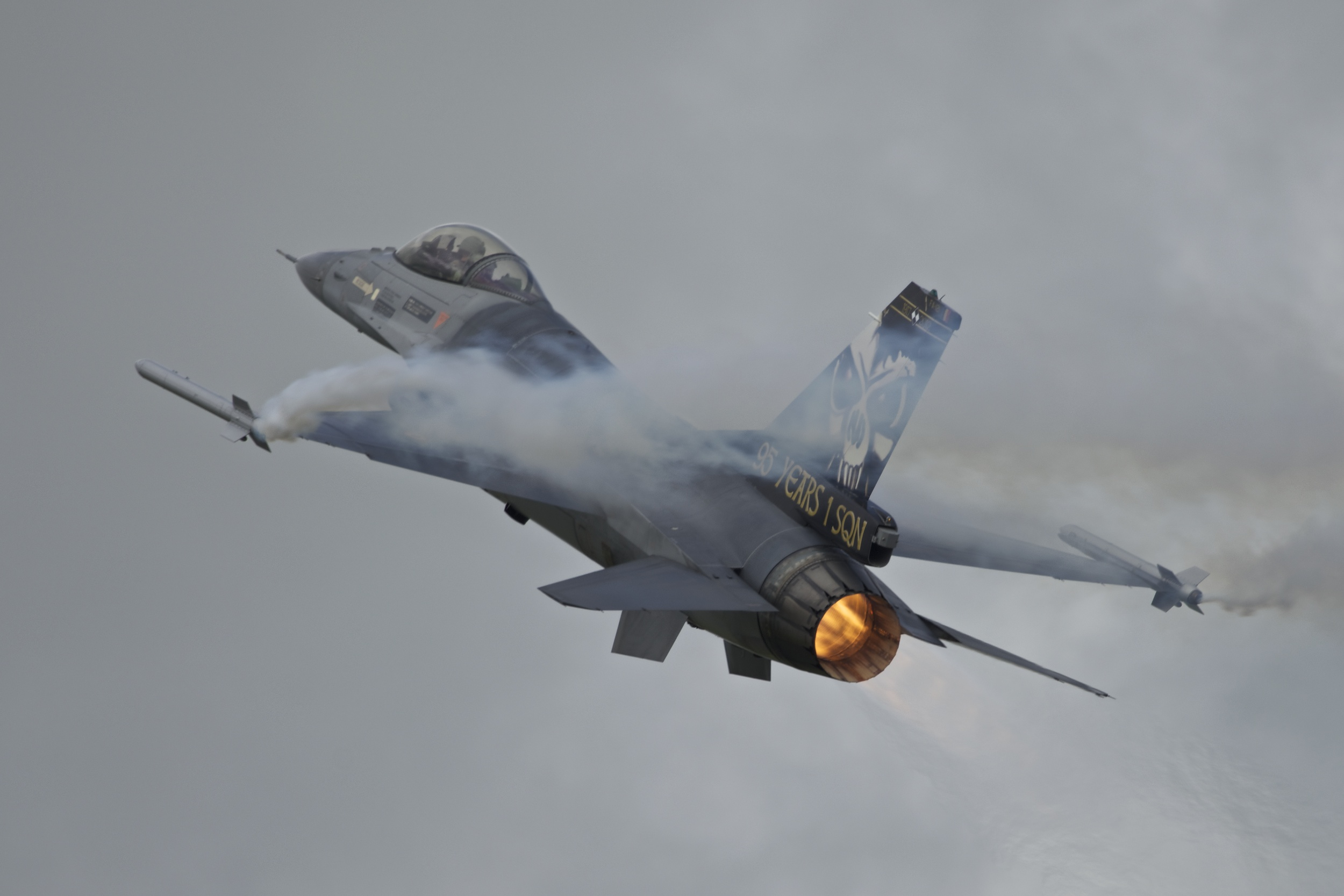
Un F-16 peint pour les 95 ans d’existence du 1er Wing tactique.
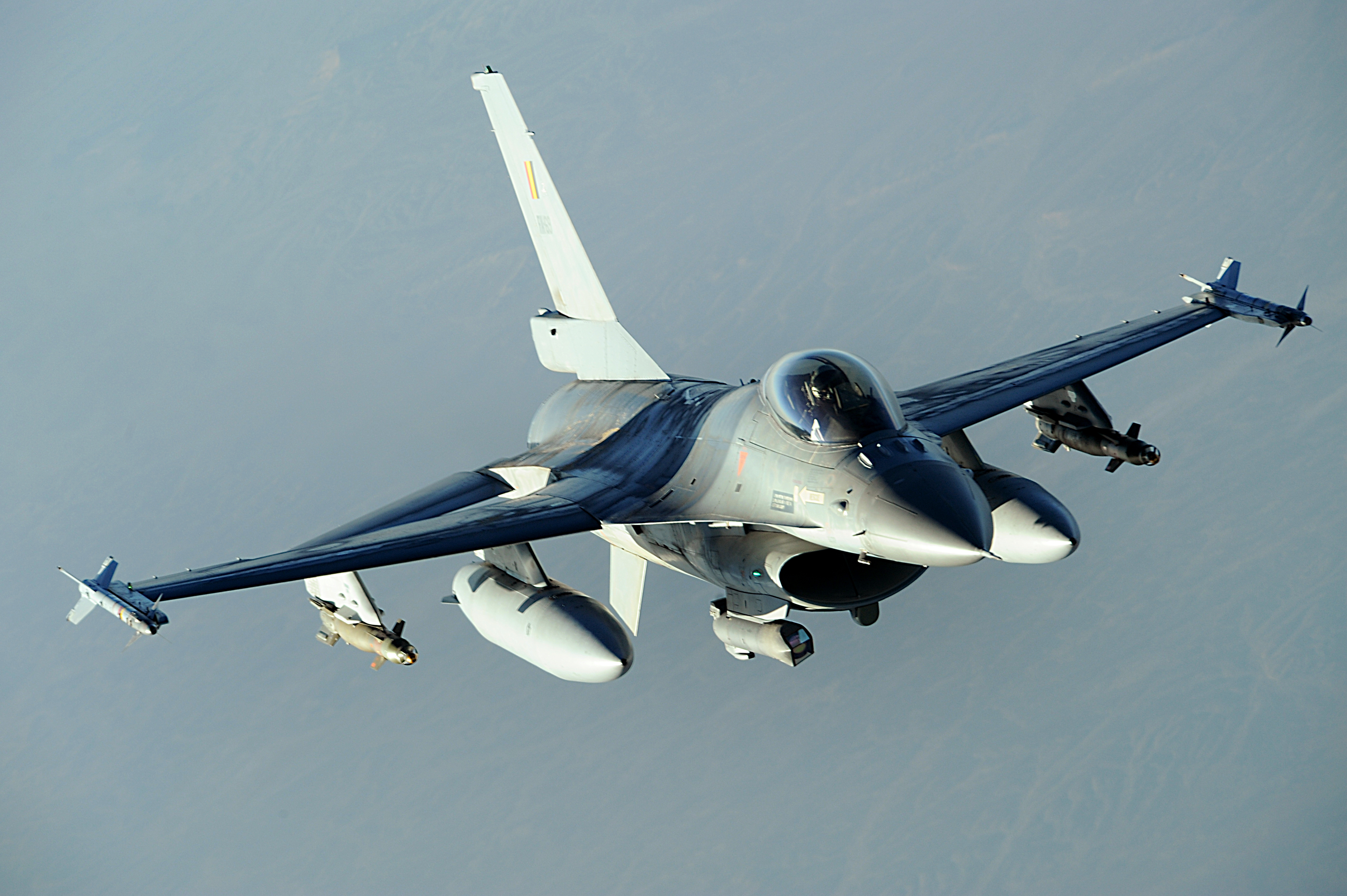
Un F-16 belge lors des opérations en Afghanistan en 2008.
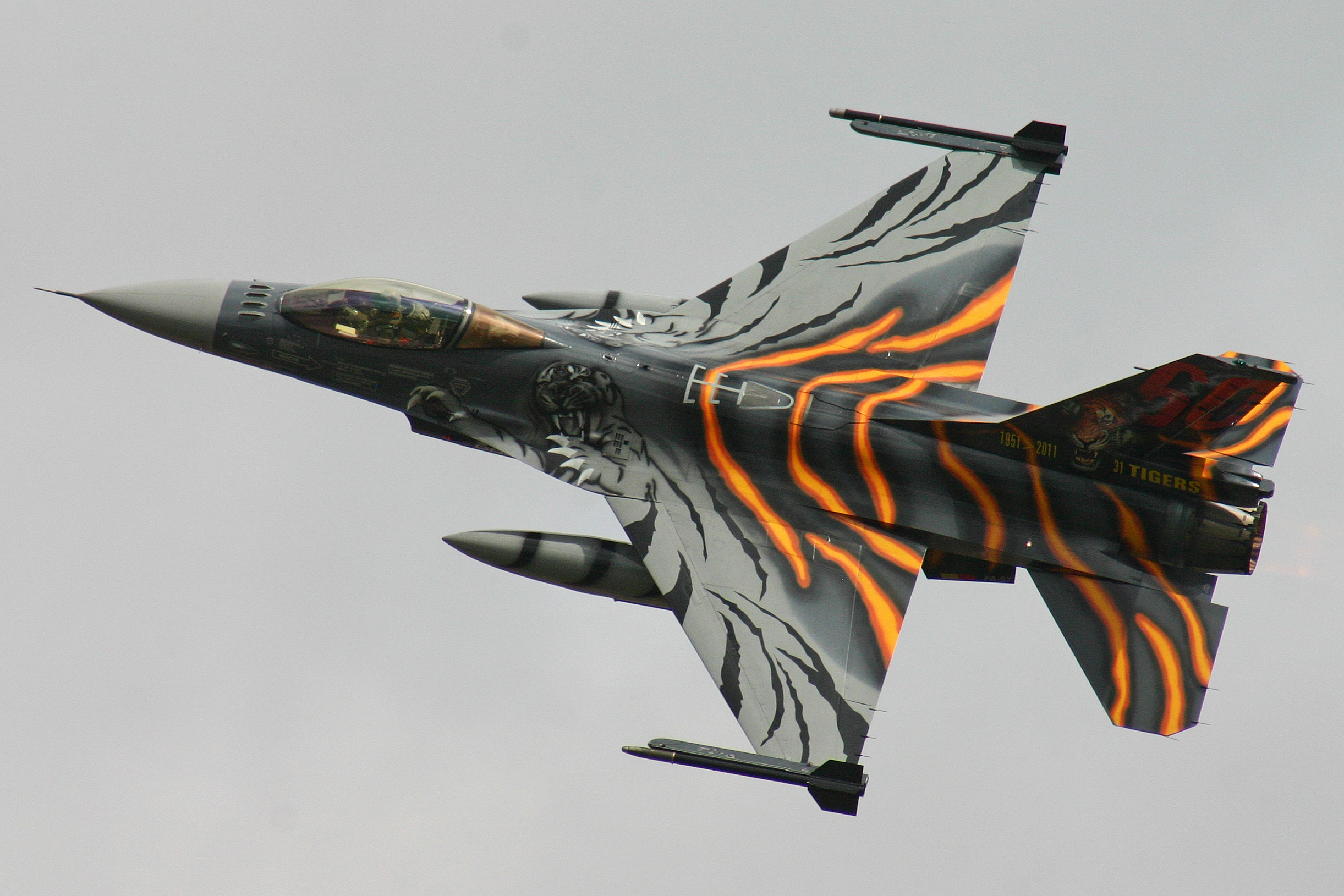
Un F-16 du 10e Wing.
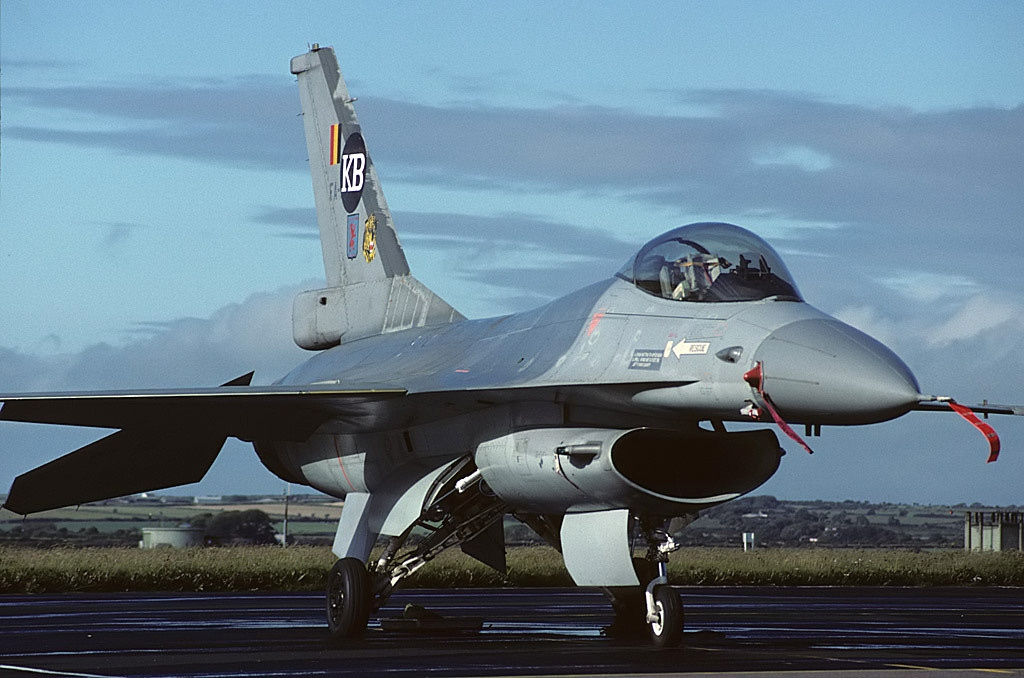
Un F-16 de la 31e escadrille basée à Kleine-Brogel comme le montrent les lettres KB sur l'empennage.
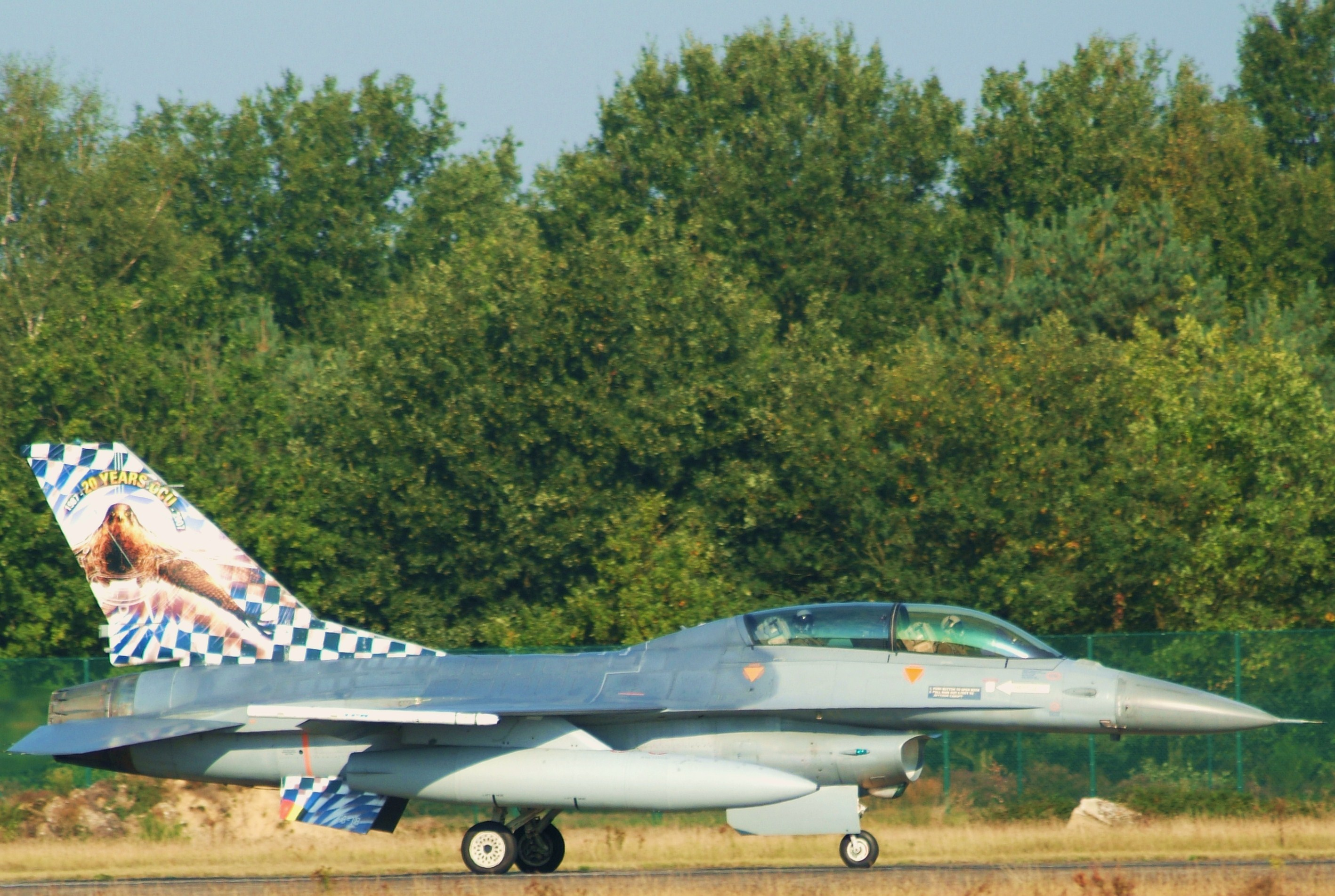
L'un des quelques F-16 biplaces de la composante air.
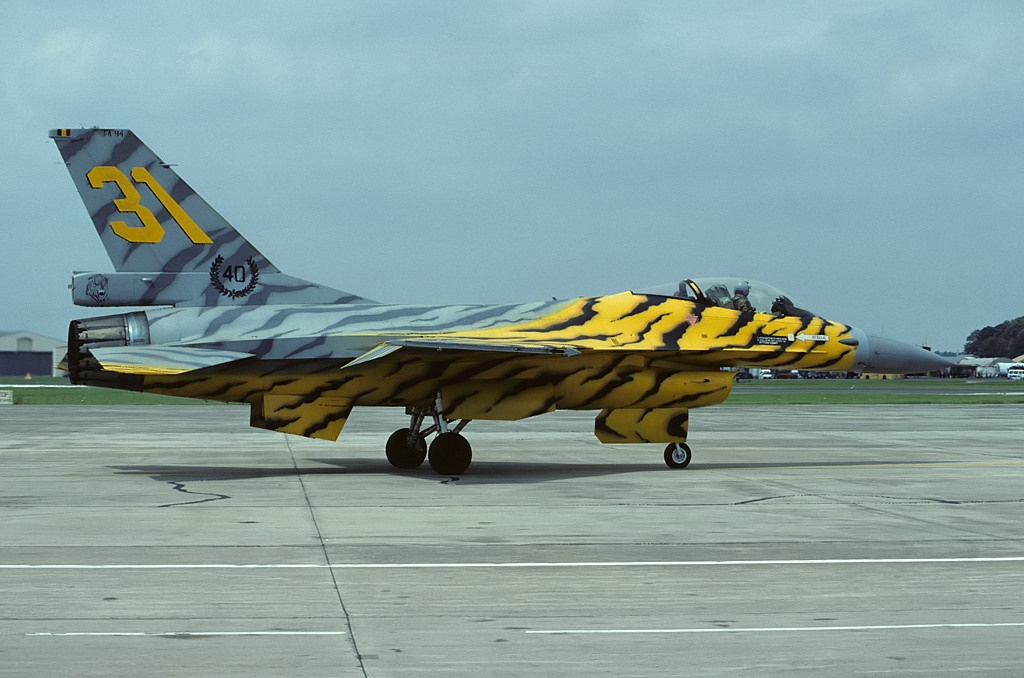
F-16 de la 31e escadrille, peint pour les 40 ans de celle-ci.

## Avions de transport
| Type                                                         | Nombre total | Mise en service | Retrait du service | Arme                           | Commentaire |
| ------------------------------------------------------------ | ------------ | --------------- | ------------------ | ------------------------------ | --- |
| Aero Commander 560F                                          | 1            | 09-1961         | 04-1973            | ?                              | Utilisé par le Roi Baudouin pour ses petits déplacements |
| Airbus A310-200                                              | 2            | 09-1997         | 05-2011            | Composante air                 | |
| Airbus A321                                                  | 1            | 04-2014         | Actif              | Composante air                 | Remplace le A330 pour le transport sur courte distance |
| Airbus A330-300                                              | 1            | 11-2009         | 04-2014            | Composante air                 | Remplace les A310 pour le transport sur longue distance |
| Airbus A400M                                                 | 7            | 2020            | Actif              | Composante air                 | En remplacement des C-130H |
| Airspeed AS.65 Consul Mk.1                                   | 6            | 1948            | 1955               | Force Publique                 | Ambulance volante au Congo Belge |
| Airspeed AS.40 Oxford C.1 & 2                                | 42+5         | 03-1948         | 12-1959            | Composante air Force Publique  | Liaison et entraînement au multimoteur |
| Auster AOP.6                                                 | 22           | 08-1947         | 12-1957            | Composante air Aviation légère | Certains ont participé aux expéditions en Antarctique |
| Avro Anson C.1                                               | 11           | 05-1947         | 06-1955            | Composante air                 | |
| Avro Anson C.12                                              | 2            | 09-1946         | 07-1953            | Composante air                 | |
| Boeing 727-29QC                                              | 2            | 01-1976         | 1998               | Composante air                 | |
| Britten Norman BN2A/B-21 Islander (Fairey, moteur à pistons) | 12           | 05-1976         | 12-2004            | Composante terre               | Liaison, largage de parachutiste, photographie aérienne L'un d'eux fut équipé pour la surveillance de la pollution maritime et reste en service sous une immatriculation civile |
| Britten Norman (Pilatus) BN2T (Pilatus, turboprop)           | 1            | 10-1993         | 10-2000            | Gendarmerie                    | |
| Cessna 182Q/R Skylane                                        | 4            | 05-1994         | Actifs             | Gendarmerie                    | |
| Dassault Falcon (Mystère) 20E                                | 2            | 03-1973         | Actifs             | Composante air                 | Transport de personnalité |
| Dassault Falcon 900B                                         | 1            | 03-1995         | Actifs             | Composante air                 | Transport de personnalité (longue distance) |
| De Havilland DH.89A Dominie C.1                              | 7            | 09-1946         | 09-1955            | Composante air                 | |
| De Havilland DH.104 Dove                                     | 12           | 1950            | 1960               | Force publique                 | |
| De Havilland DH.114 Heron                                    | 1            | 1954            | 1960               | Force publique                 | |
| Dornier Do27J-1                                              | 12           | 10-1960         | 03-1977            | Composante terre               | |
| Douglas C-47B Dakota                                         | 41           | 07-1946         | 07-1976            | Composante air                 | |
| Douglas C-54A/DC-4 Skymaster                                 | 2            | 11-1950         | 04-1971            | Composante air                 | Ils furent fort utilisés pour les liaisons avec le Congo belge |
| Douglas DC-6A/C Liftmaster                                   | 4            | 05-1958         | 07-1976            | Composante air                 | |
| Embraer ERJ-135                                              | 2            | 06-2001         | 12-2020            | Composante air                 | Vendu en novembre 2020 à Amelia. |
| Embraer ERJ-145                                              | 2            | 12-2001         | 12-2020            | Composante air                 | Vendu en novembre 2020 à Amelia. Remplacé depuis par 2 Dassault Falcon 7X loués à Abelag Aviation.                                                                              |
| Fairchild C-119F Flying Boxcar                               | 18           | 09-1952         | 10-1956            | Composante air                 | En 1956, 8 appareils sont transférés à la Norvège; les autres sont mis au niveau des C-119G                                                                                     |
| Fairchild C-119G Flying Boxcar                               | 38           | 08-1953         | 07-1973            | Composante air                 | |
| Fairchild Swearingen Merlin IIIA (en)                        | 6            | 03-1976         | 2001               | Composante air                 | Deux d'entre eux furent équipés pour la calibration des stations de radio navigation                                                                                            |
| Lockheed C-130H Hercules                                     | 13           | 07-1972         | 12-2021            | Composante air                 | Le CH-08 est le premier appareil à avoir été retiré du service le 27 décembre 2017. Les autres suivent jusqu'au 17 décembre 2021 pour être remplacé par les A400M d'Airbus      |
| Percival p. 66 Pembroke C.51                                 | 12           | 02-1954         | 06-1976            | Composante air                 | |
| Percival P.31C Proctor 4                                     | 6            | 06-1947         | 07-1954            | Composante air                 | |
| Piper L18C Super Cub                                         | 157          | 07-1952         | 06-1970            | Composante terre               | |

### Galerie d'images

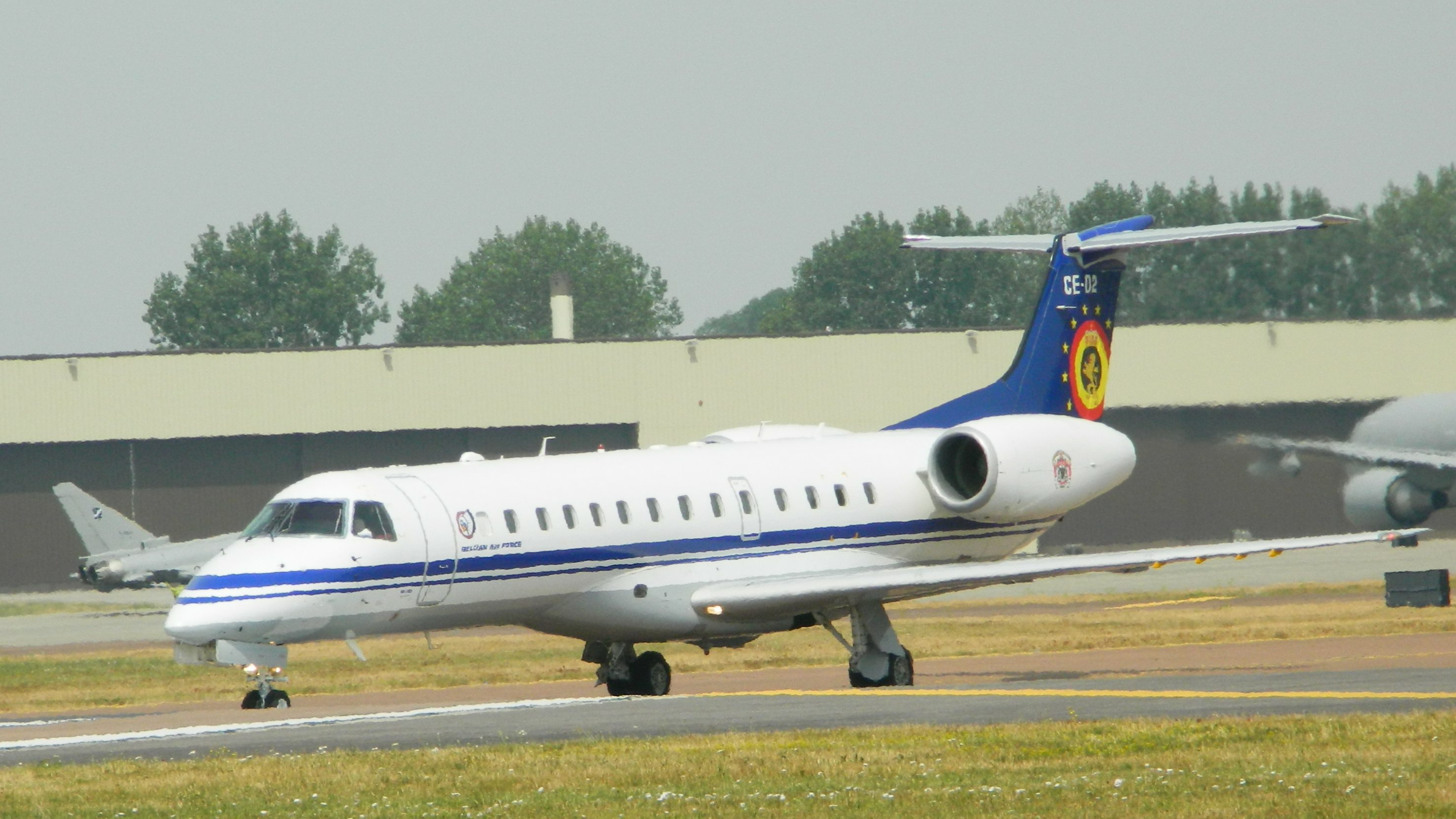
Un Embraer 135, l'un des 7 avions servant au transport de personnalités.
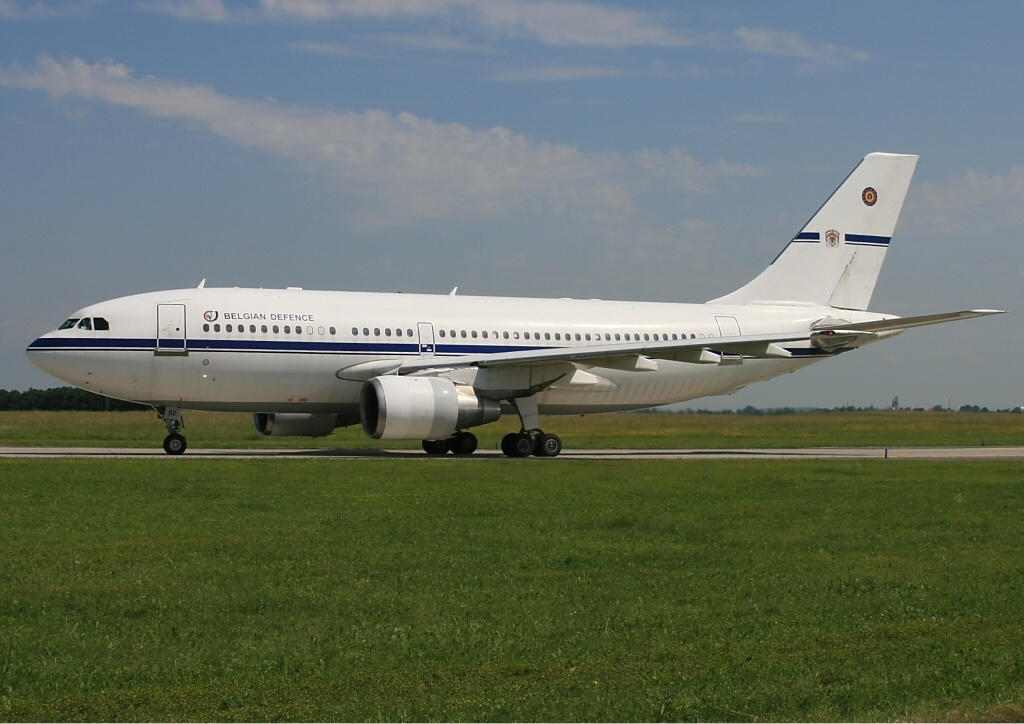
Un des deux Airbus A310 de la composante air.
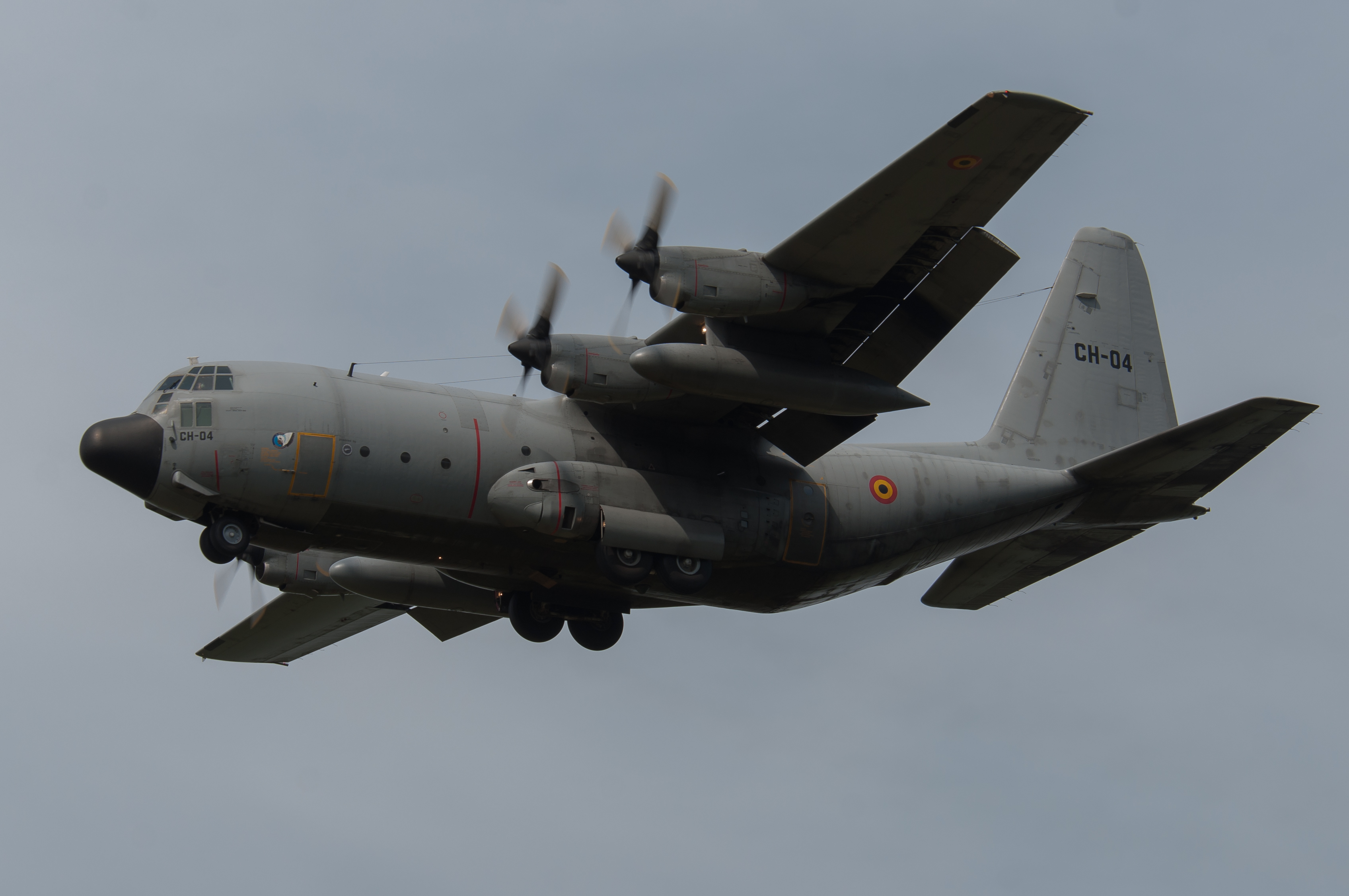
Le CH-04, l'un des C-130 Hercules de la composante air, servant au transport de matériel et de troupes.
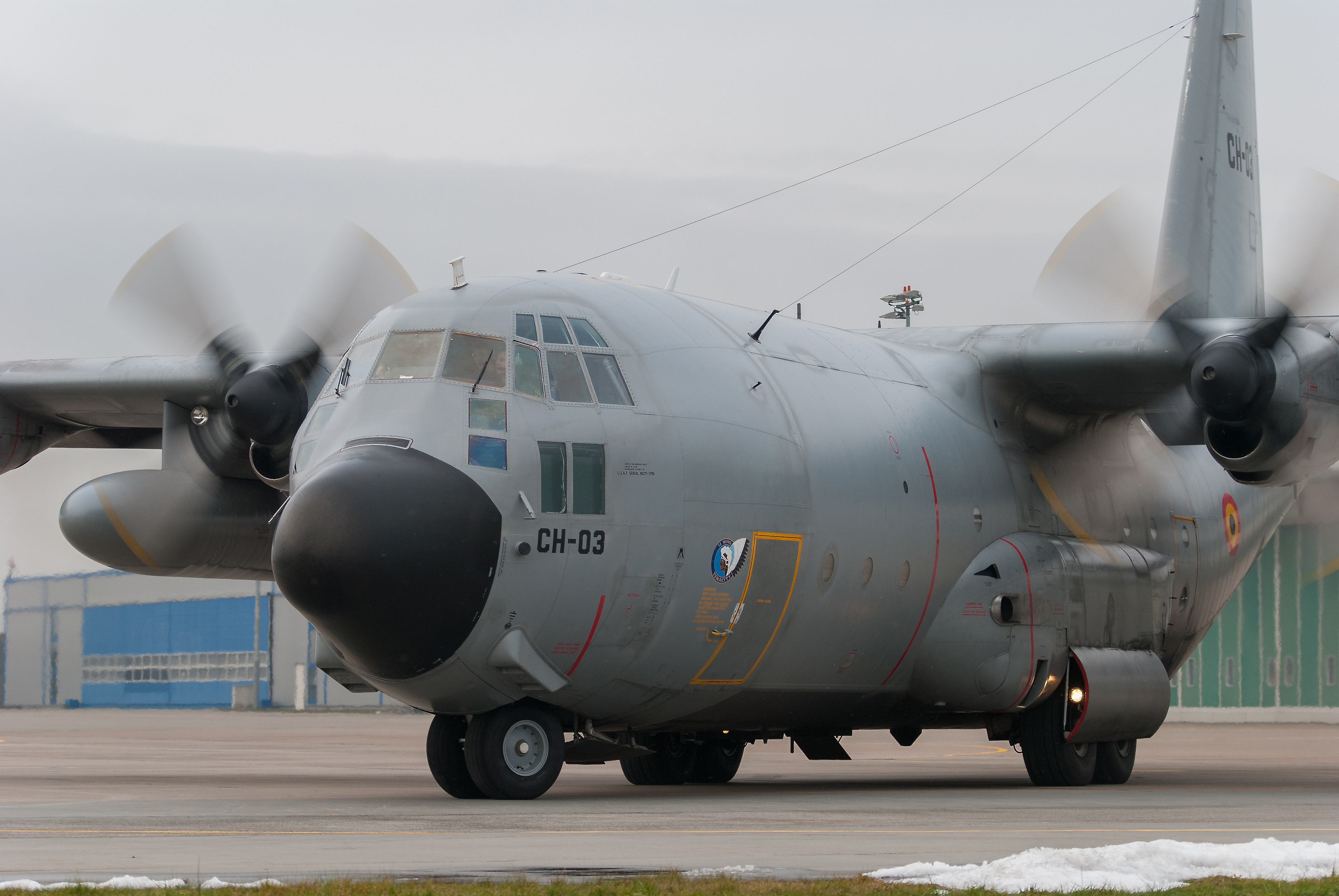
Le C-130 CH-03.
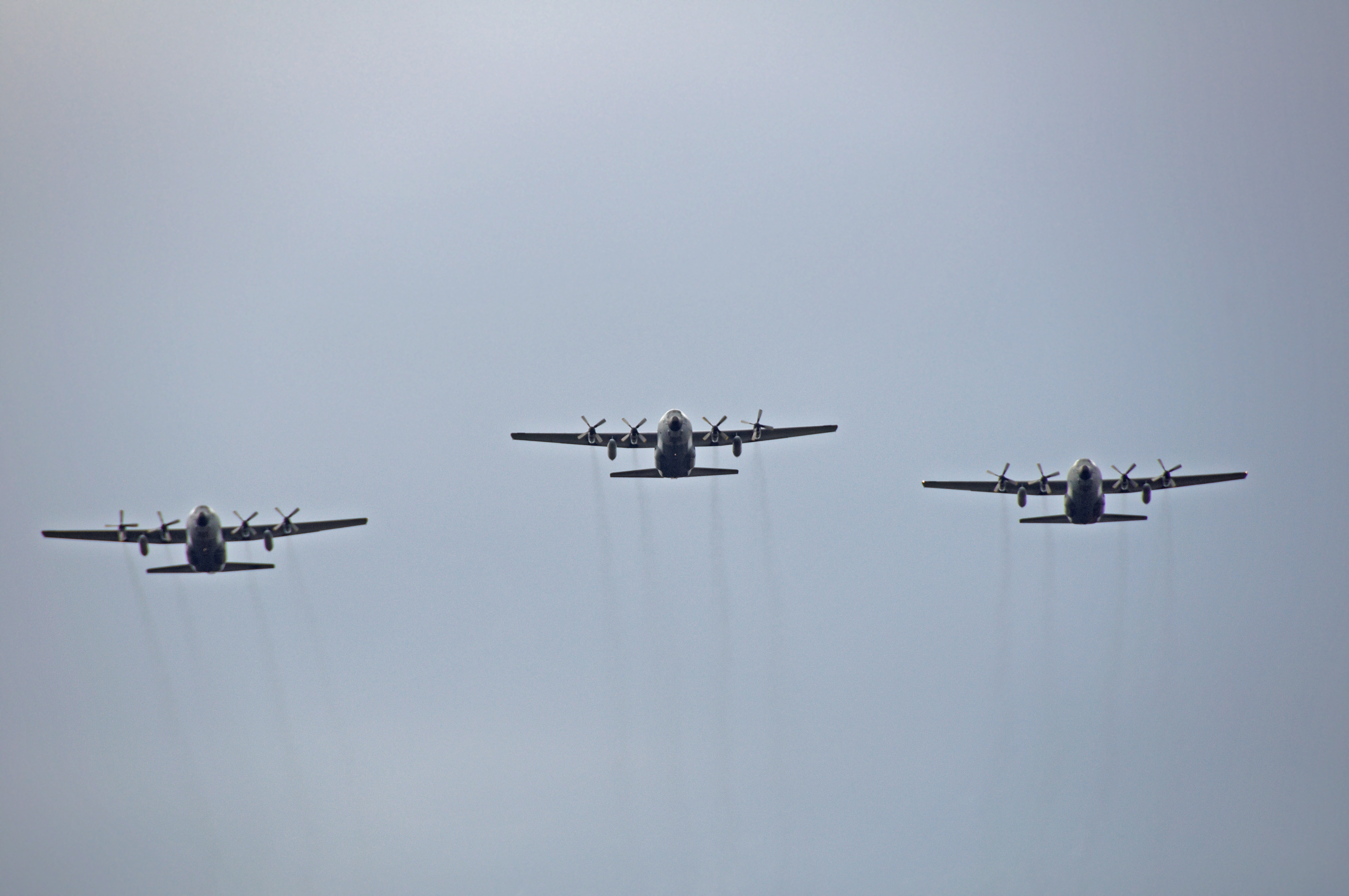
Trois C-130 volant en formation en 2009.
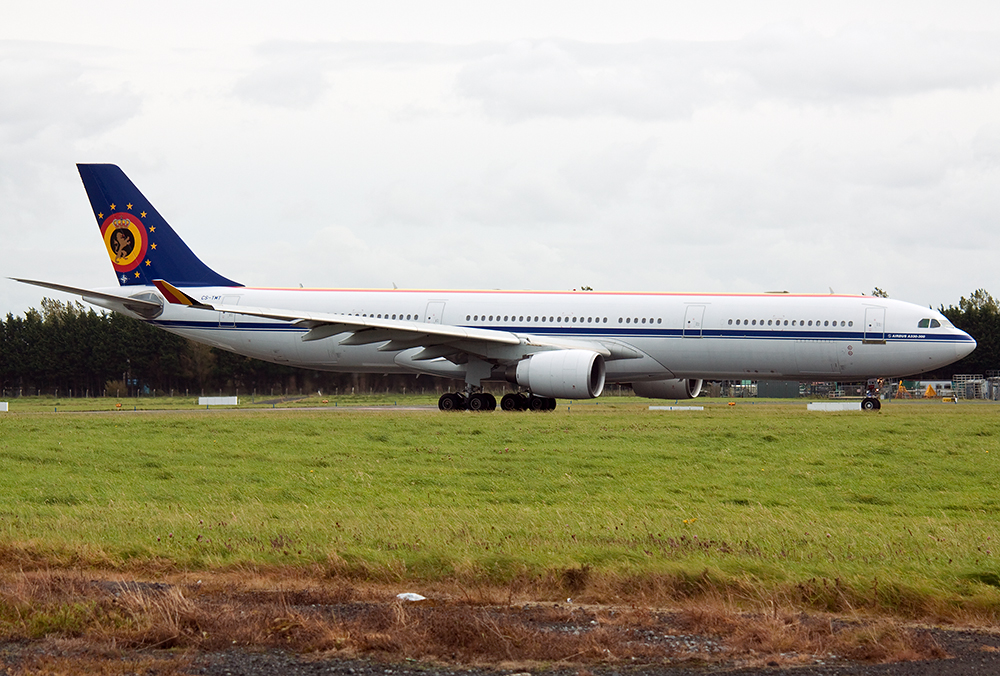
L'Airbus A330 de la composante air, servant au transport de grand nombre de personnes ou sur grandes distances.

## Hélicoptères
| Type                             | Nombre total | Mise en service | Retrait du service | Arme                                                           | Commentaire |  |
| -------------------------------- | ------------ | --------------- | ------------------ | -------------------------------------------------------------- | --- |  |
| Aerospatiale Alouette II         | 81           | 10-1959         | 09-2009            | Composante terre                                               | |  |
| Aerospatiale Alouette II         | 6            | 10-1967         | 10-2000            | Gendarmerie                                                    | |  |
| Sud-Aviation Alouette III        | 3            | 03-1971         | 2021               | Composante marine                                              | |  |
| Sud-Aviation SA330L/H Puma       | 3            | 07-1973         | 05-1998            | Gendarmerie                                                    | |  |
| Agusta A109BA Hirundo            | 46           | 01-1992         | Actifs             | Composante terre (transférés en 2004 à la Composante aérienne) | |  |
| Bristol 171 Sycamore HR.14B      | 3            | 06-1954         | 08-1960            | Composante air                                                 | Utilisés au Congo Belge |  |
| Westland Sea King WS-61 Mk.48    | 5            | 11-1976         | 2019               | Composante air                                                 | Utilisé pour le sauvetage en mer. Le Mk 48 est spécifique à la Composante air Belge. Le premier de ces hélicoptères, le RS01, a été remis au Musée royal de l'armée à Bruxelles. Il n'y a donc plus que 4 Sea King au sein de la composante air |  |
| McDonnell Douglas MD520N         | 2            | 12-1999         | Actifs             | Police fédérale                                                | |  |
| McDonnell Douglas MD900 Explorer | 3            | 12-1996         | Actifs             | Police fédérale                                                | Biturbine et silencieux il peut opérer au-dessus des agglomérations |  |
| Sikorsky S-55                    | 2            | 1955            | 1960               | Force publique                                                 | |  |
| Sikorsky HHS-1/S-58C             | 5+7          | 05-1961         | 07-1986            | Force navale                                                   | |  |
| NHIndustries NH90                | 10           | 2013            | Actifs             | Composante air                                                 | Remplacement du Sea King par le NH90. |  |

### Galerie d'images

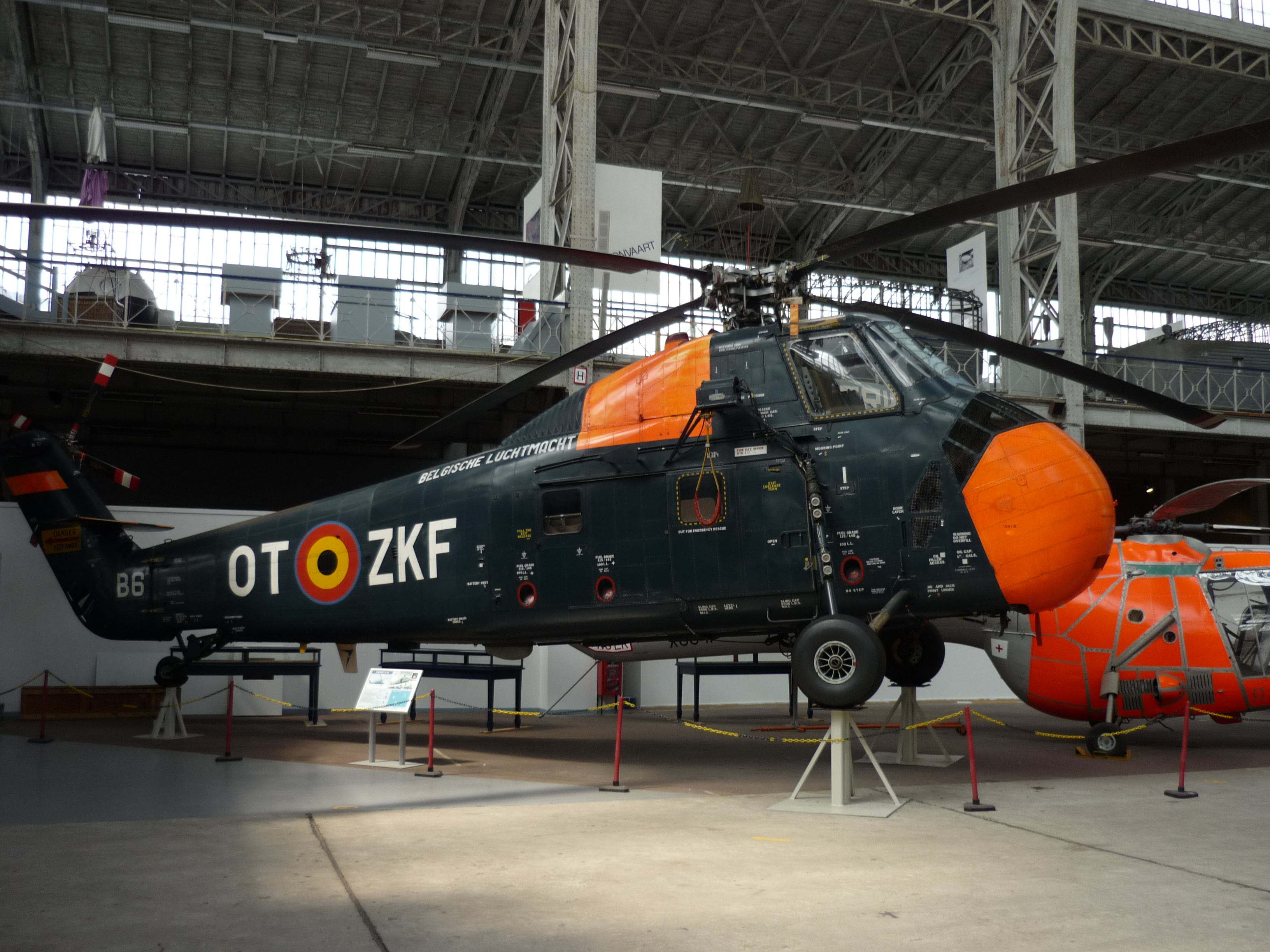
L'ancêtre des Sea King était le Sikorsky H-34.
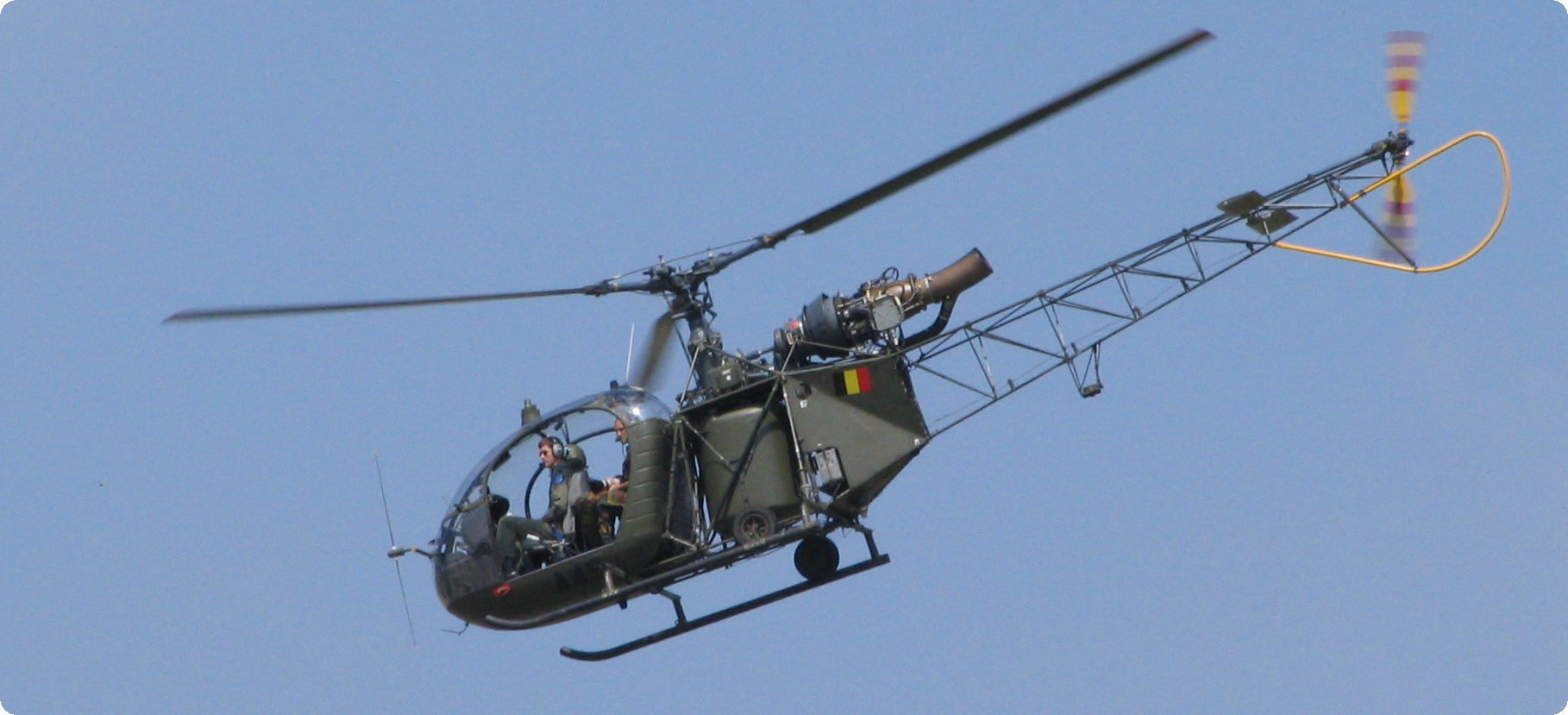
Les Alouette II furent remplacées par des Alouette III, qui embarquent notamment sur les frégates de la composante marine.
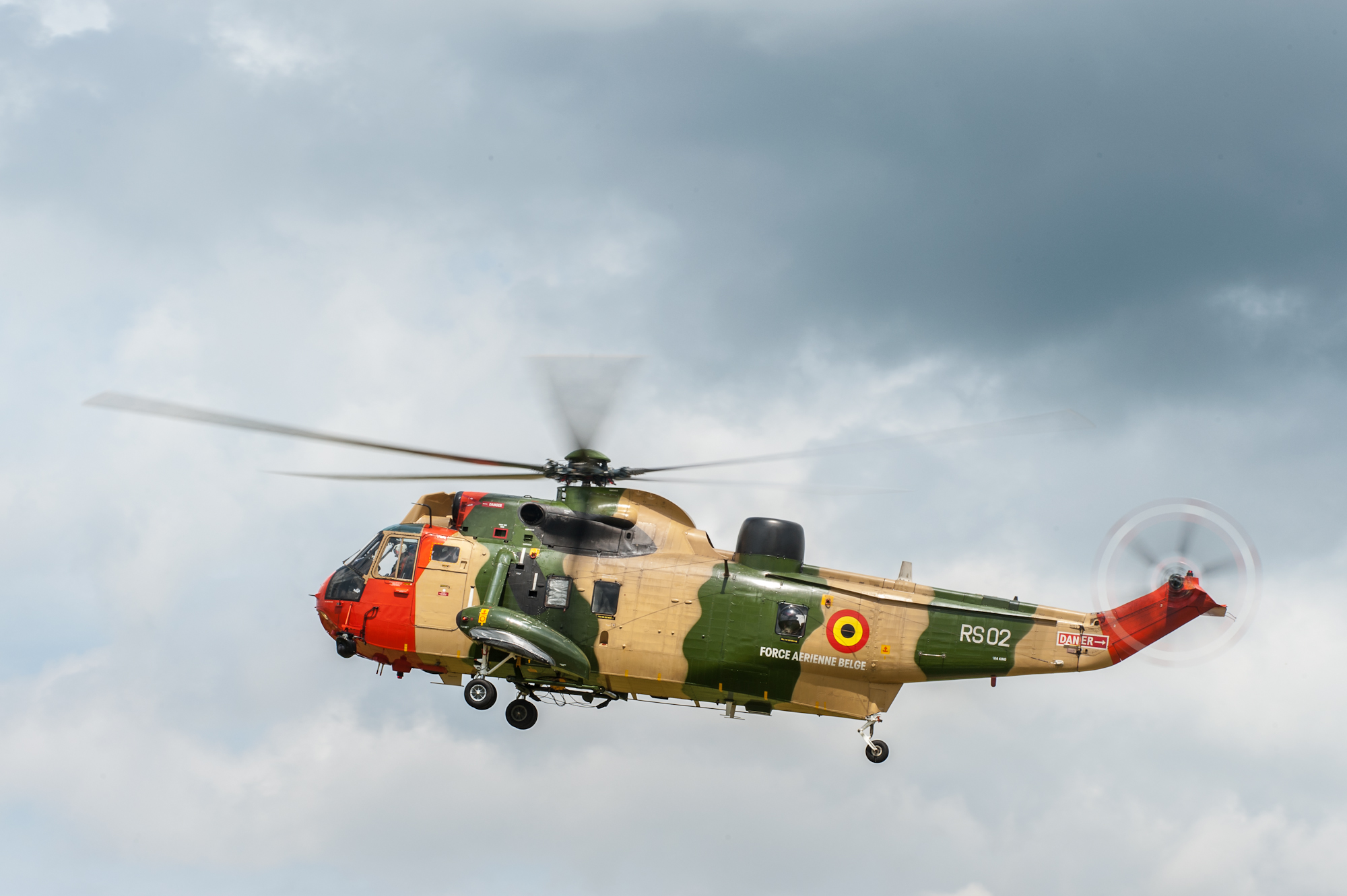
Le RS02, l'un des 5 Sea King de la 40e escadrille Héli de la base de Coxyde.
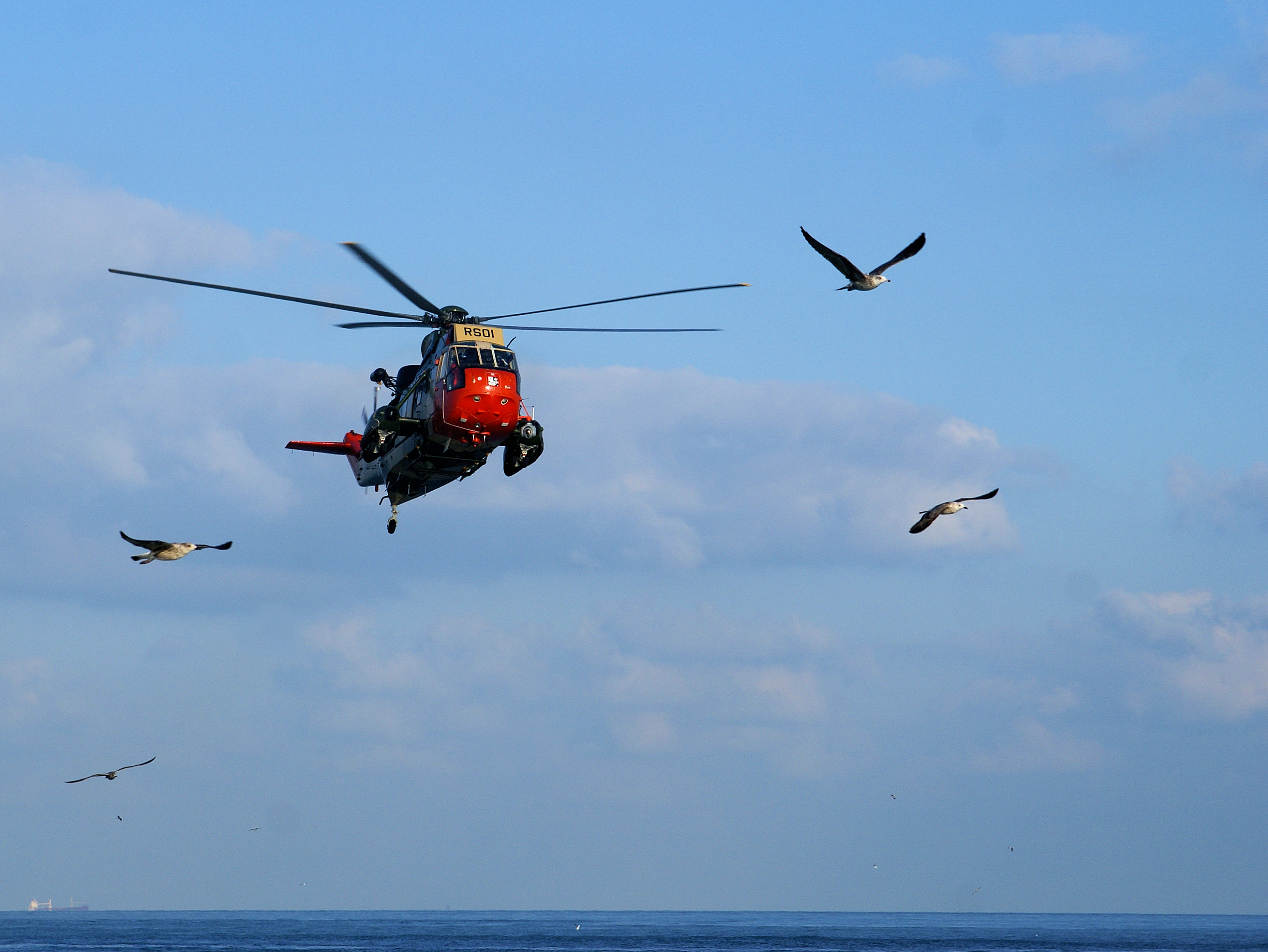
Le RS01 au-dessus de la mer du Nord en 2007.
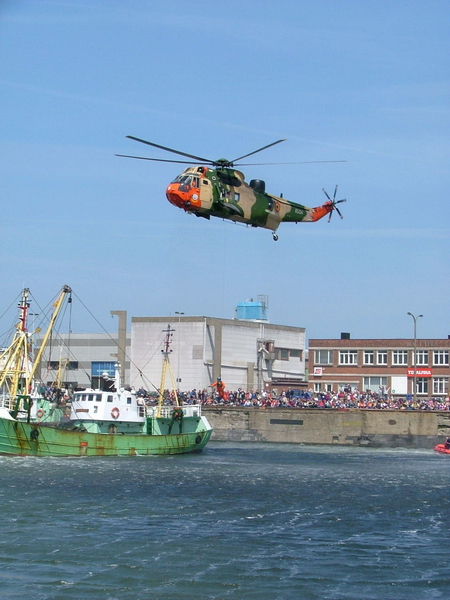
Les Sea King de la 40e escadrille sont spécialisés dans les opérations de recherche et sauvetage.
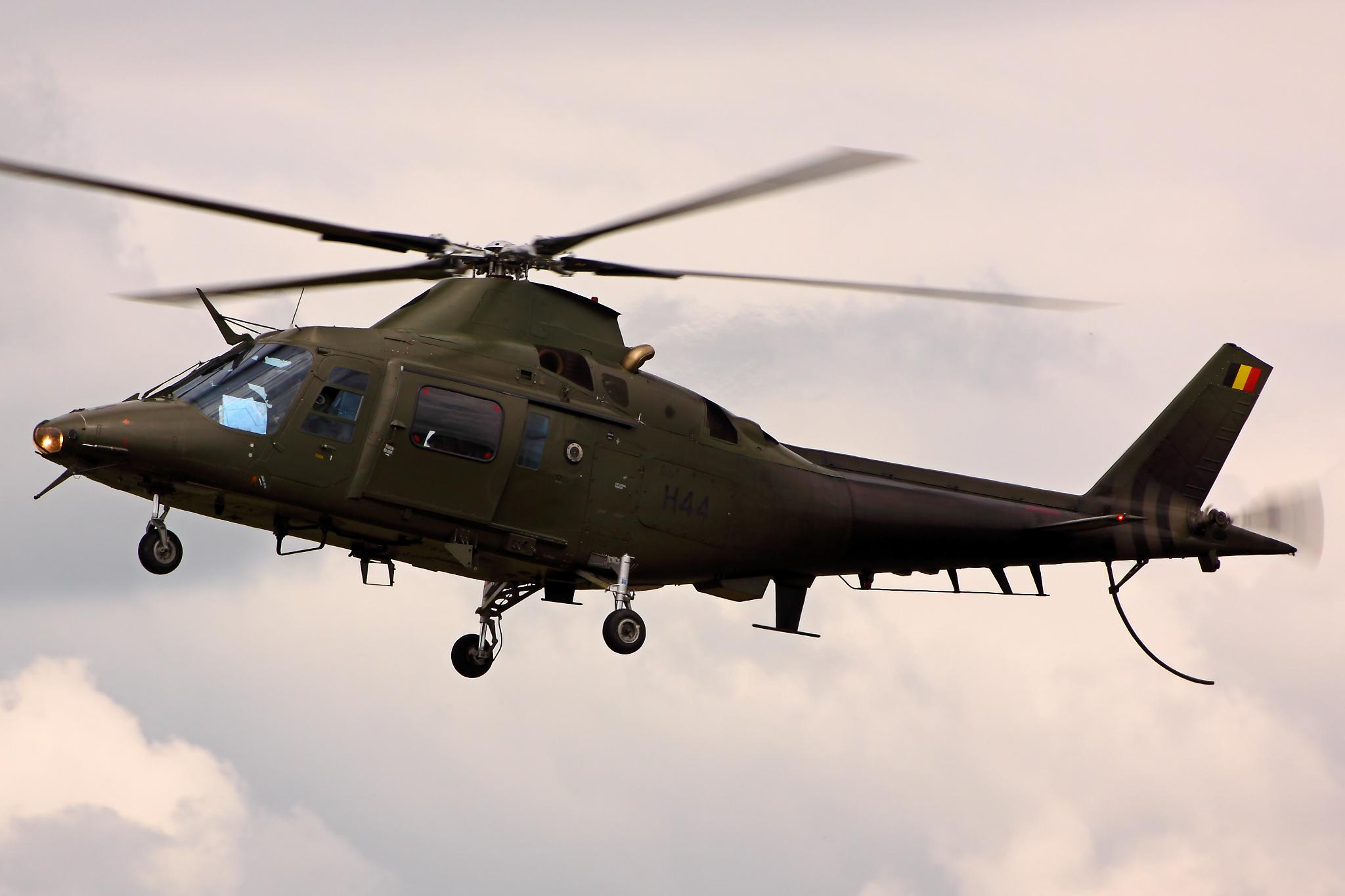
Agusta A.109 en présentation au RIAT 2012.
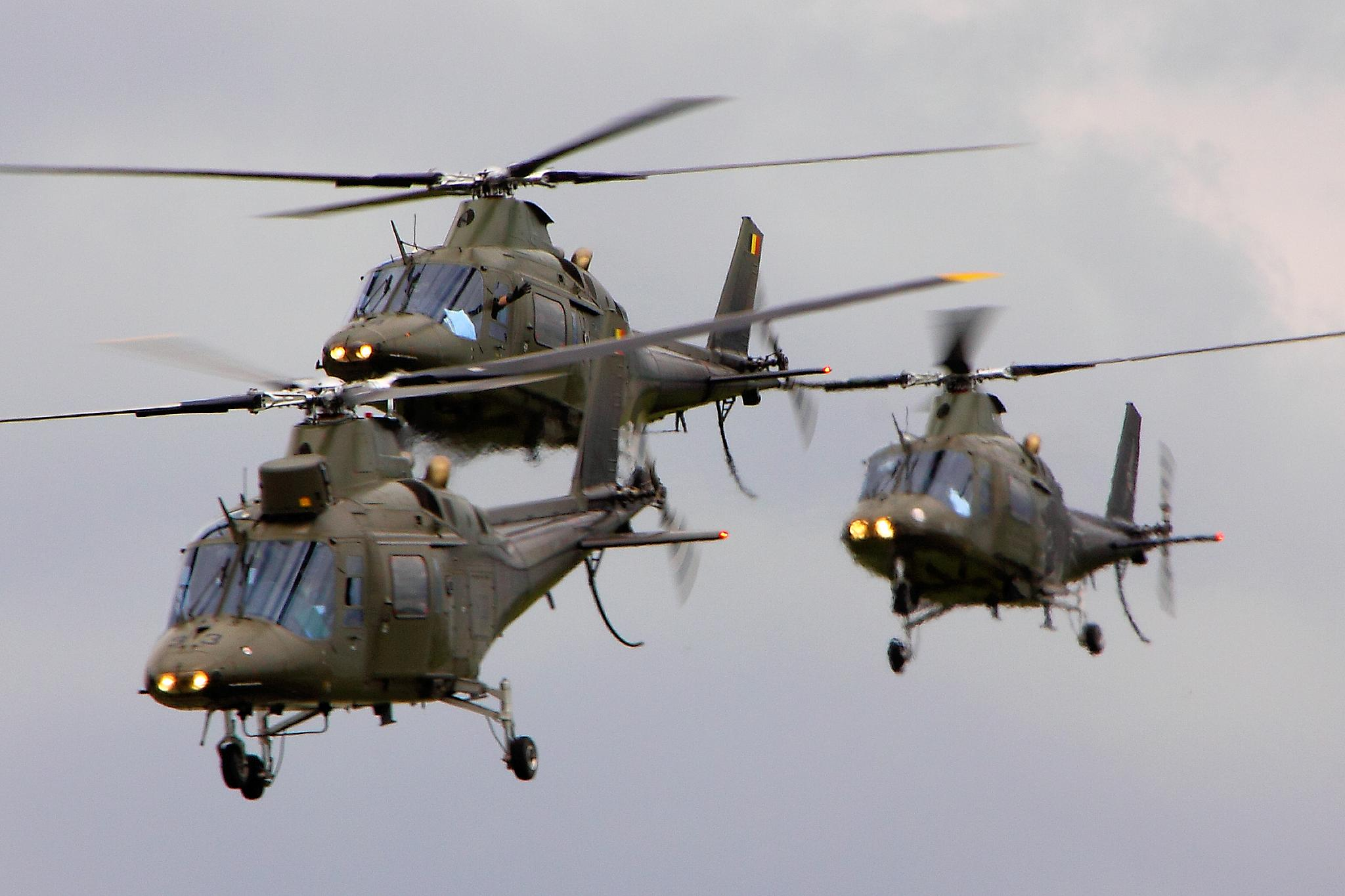
Trois Agusta 109 volant en formation.
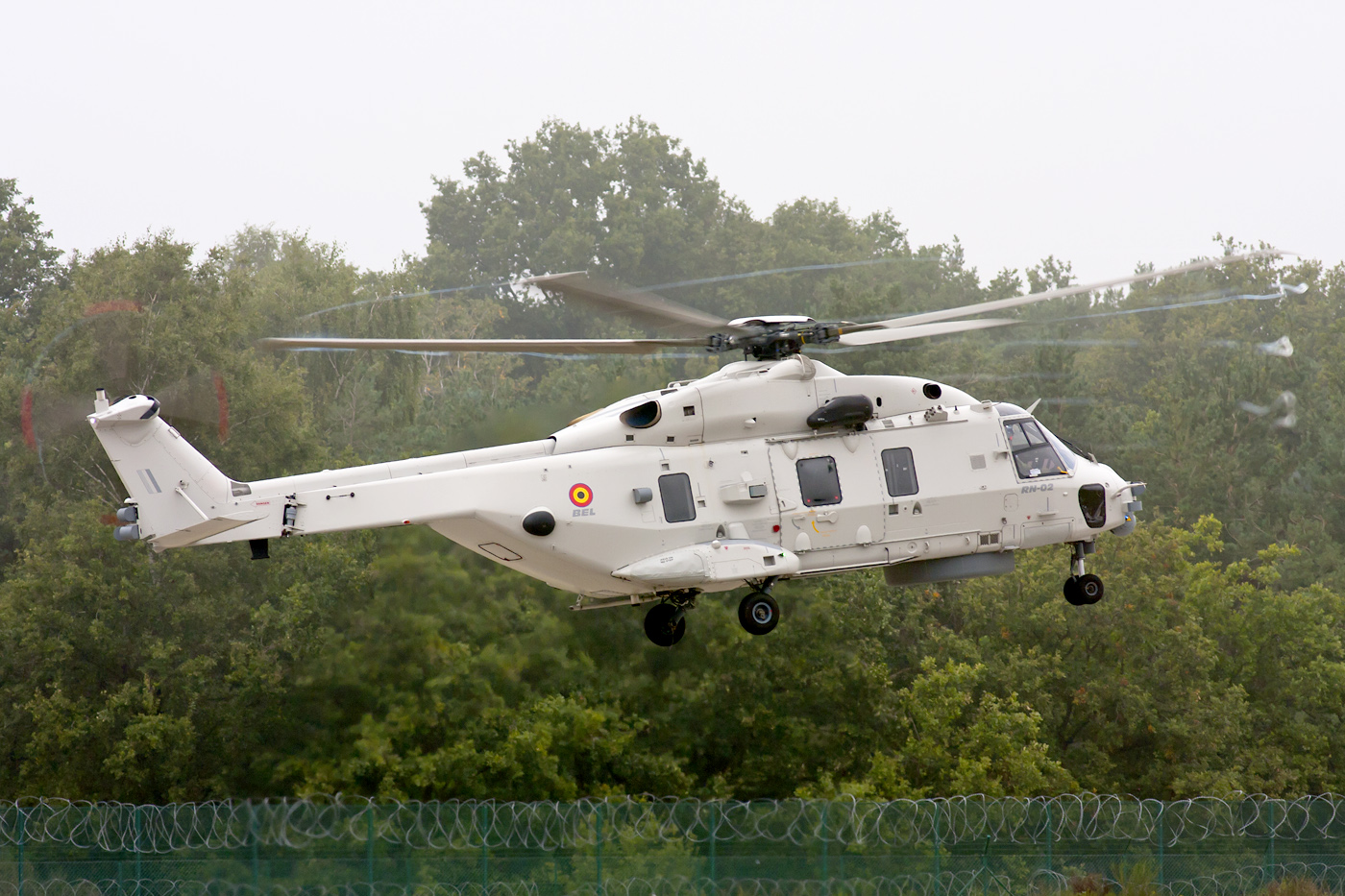
NHIndustries NH90 en démonstration de vol.

## Avions d'écolage
| Type                               | Nombre total | Mise en service | Retrait du service | Commentaire |
| ---------------------------------- | ------------ | --------------- | ------------------ | --- |
| AMD-BA Alpha Jet B                 | 33           | 10-1978         | 10-2018            | A volé à Tours et sur la Base aérienne 120 Cazaux de 2004 a 2018, la maintenance se faisant à Bauvechain. Les 29 avions survivants sont retirés du service en octobre 2018, en juillet 2020, 25 exemplaires sont achetés par l'entreprise canadienne Top Aces.                             |
| De Havilland DH.82A Tiger Moth     | 31           | 03-1946         | 09-1956            | |
| De Havilland Canada DHC.1 Chipmunk | 2            | 03-1948         | 1955               | Acheté pour évaluation dans le cadre du remplacement des Tiger Moth |
| Lockheed T-33A                     | 38           | 10-1951         | 12-1979            | Version biplace du p. 80 |
| North American T-6 Harvard/Texan   | 173          | 02-1947         | 08-1962            | 15 exemplaires utilisés au Congo belge (Kamina) et 10 exemplaires de réserve |
| Potez-Air-Fouga CM-170R Magister   | 50           | 01-1960         | 27-09-2007         | Affectés premièrement à l'École de Pilotage Avancé (EPA) de Kamina au Congo belge, ils reviendront à Brustem dès fin juillet 1960 à la suite de l'indépendance de la République démocratique du Congo. Certains seront un temps armés de mitrailleuses pour intervention pendant la crise. |
| Siai SF260 M/D Marchetti           | 45           | 11-1969         | Actifs             | |
| Stampe-Vertongen SV-4b             | 65           | 05-1948         | 03-1978            | |
| Supermarine Spitfire LF.9c/e       | 43           | 08-1947         | 05-1954            | |

### Galerie d'images

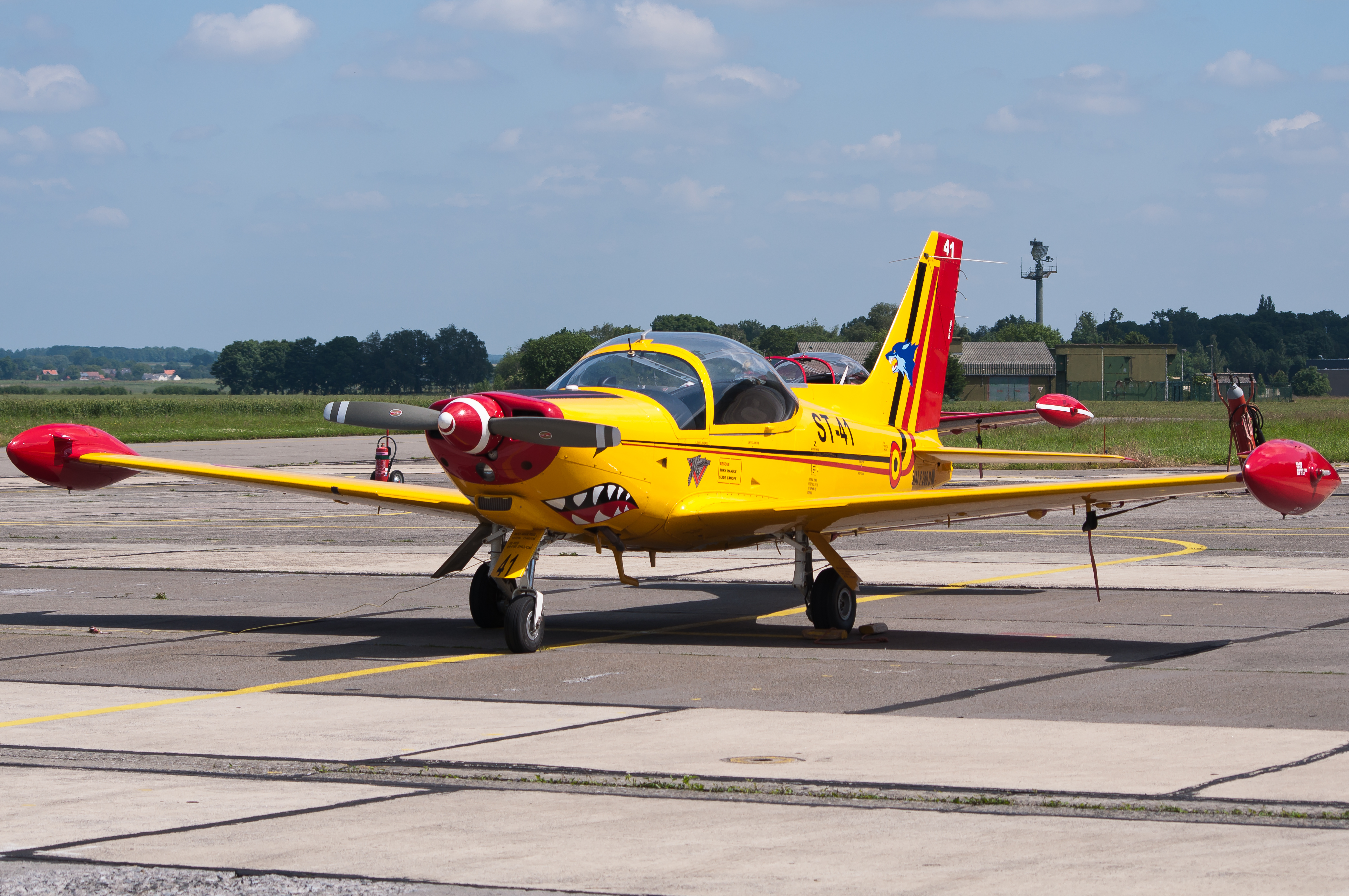
Les Marchetti sont les premiers avions sur lesquels chaque pilote belge fait ses armes.
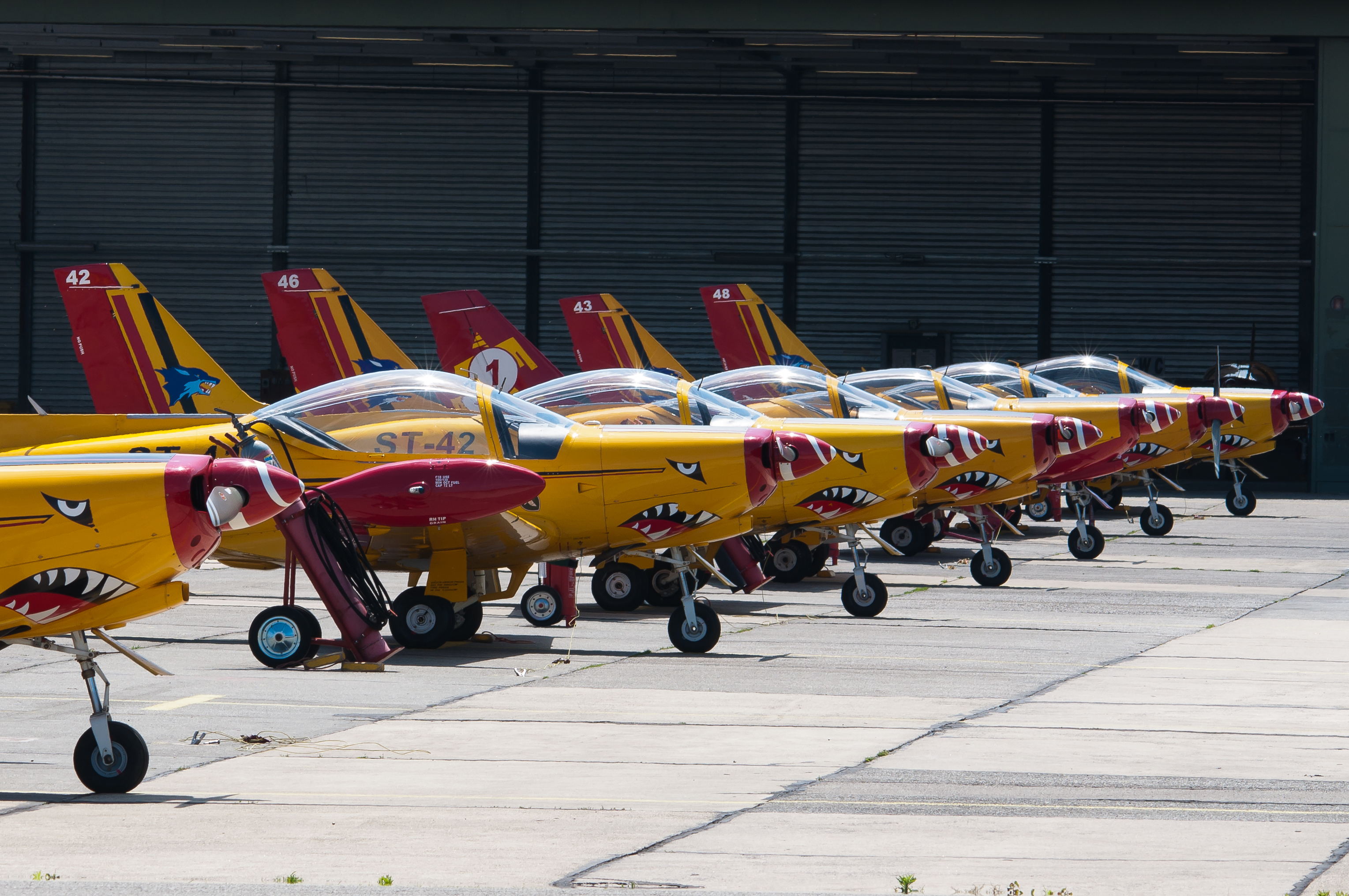
Les Marchetti alignés sur leur base de Beauvechain, en 2012.
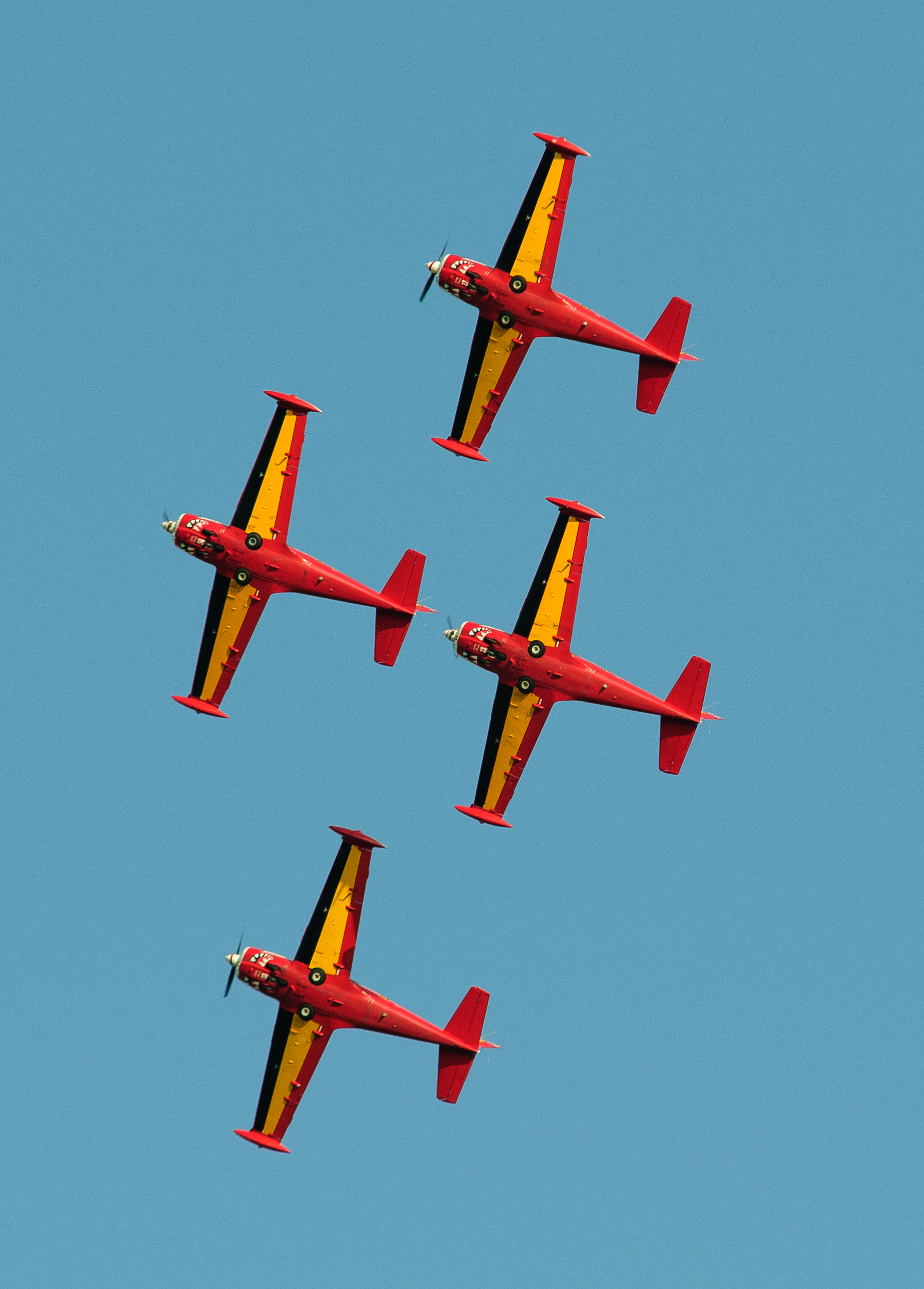
Une démonstration d'acrobatie des Marchetti belges en 2011.
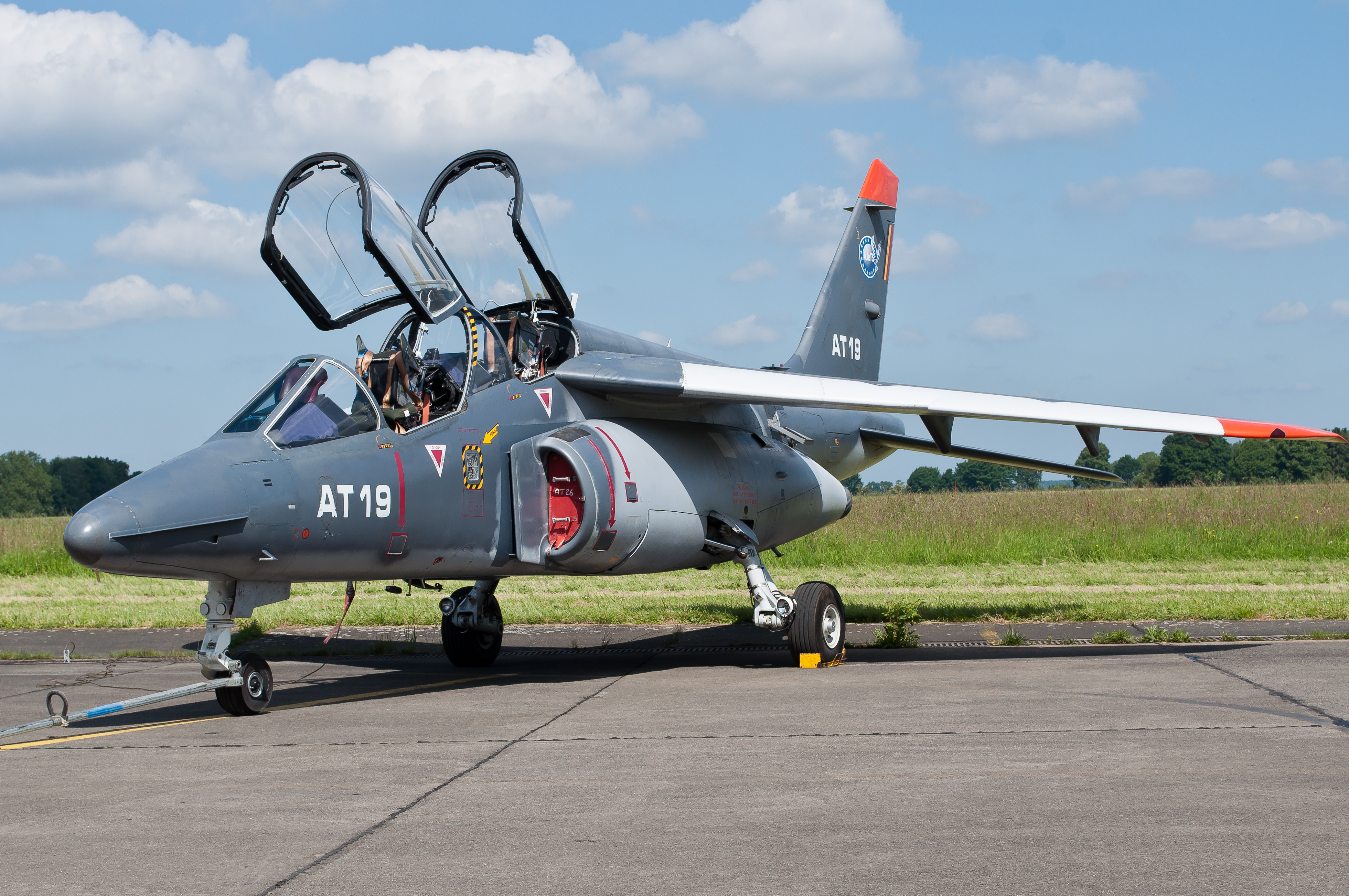
Un Alpha Jet d'entraînement
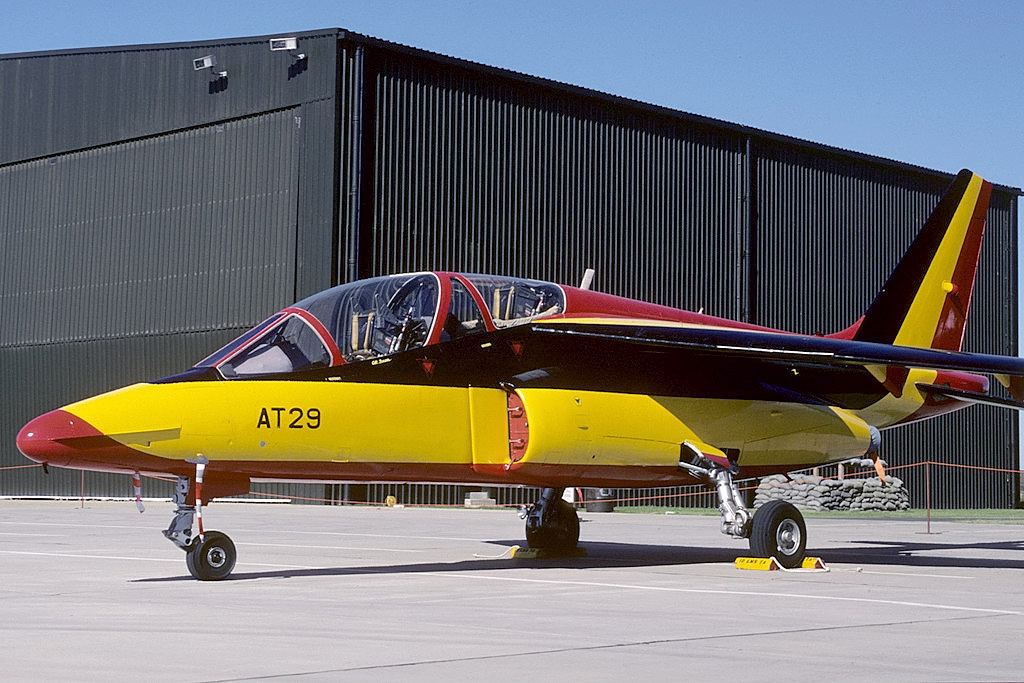
Un Alpha Jet d'une patrouille acrobatique belge, repeint aux couleurs nationales.
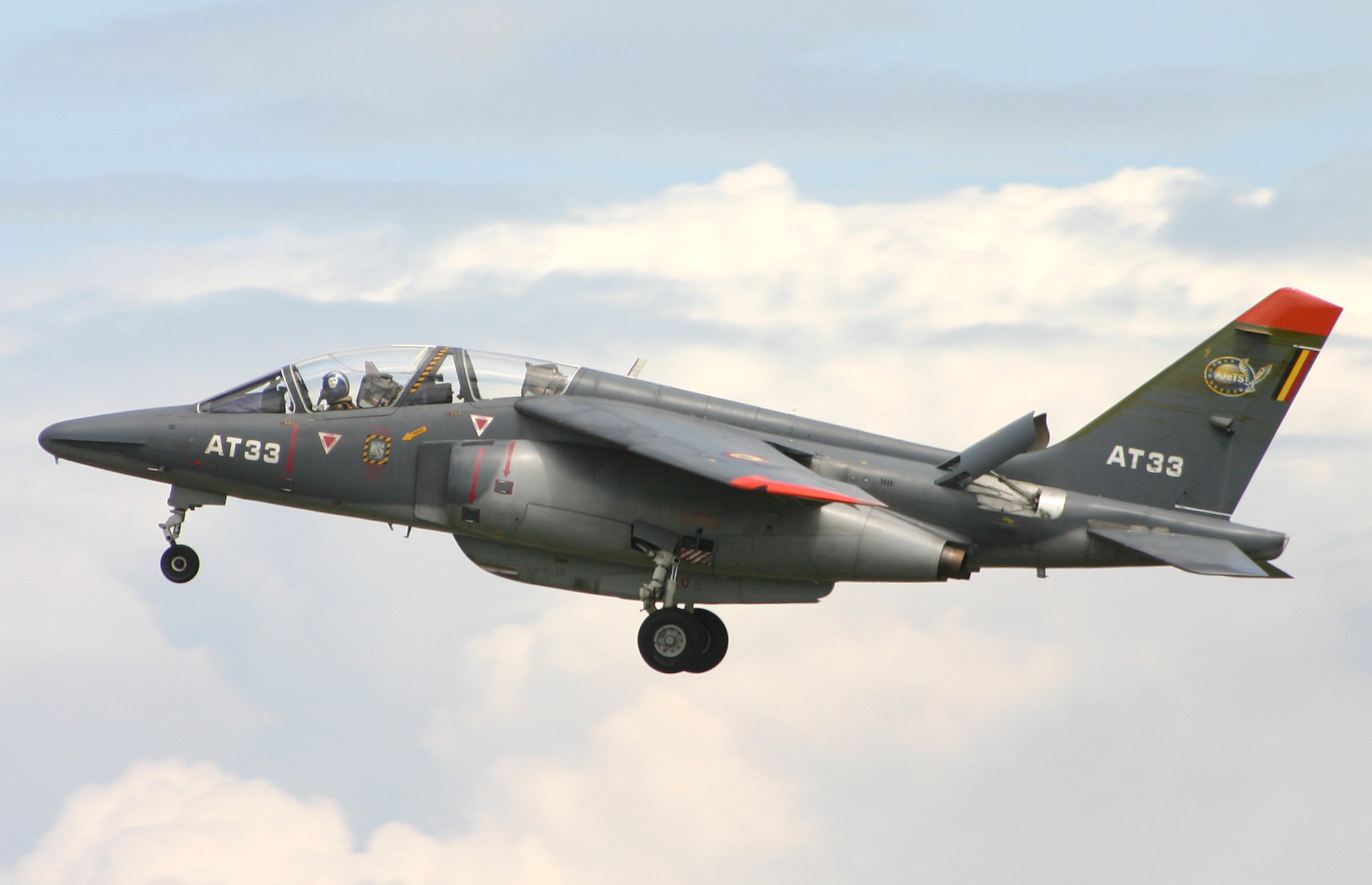
Les Alpha Jet sont les premiers avions à réaction sur lesquels les apprentis pilotes belges apprennent à voler. Ces appareils ne sont désormais plus utilisés.

## Appareils des cadets de l'air
| Type                                          | Nombre total | Mise en service | Retrait du service           | Commentaire                      |
| --------------------------------------------- | ------------ | --------------- | ---------------------------- | -------------------------------- |
| Piper L21B Super Cub                          | 6            | 03-1975         | Actifs                       | Avions remorqueurs               |
| AMS-Flight DG-505 Elan Orion                  | 4            | 06-2001         | Actifs                       |                                  |
| Denuit Grunau Baby IIb                        | 4            | 1960            | 12-1966                      |                                  |
| Focke Wulf Weihe 50                           | 1            | 1952            | 10-1978                      |                                  |
| Glaser-Dirks DG-300 Elan                      | 4            | 06-2004         | Actifs                       |                                  |
| Grob G 102 Astir CS Jeans                     | 5            | 06-1978         | Actifs                       |                                  |
| Grob G 102 Standard Astir III                 | 1            | 05-1982         | Retiré du service avant 2004 |                                  |
| Grob G.103 Twin Astir I (en)                  | 4            | 06-1978         | 06-2018                      |                                  |
| Grob G.103 Twin Astir II                      | 6            | 12-1980         | Actifs                       | Premier appareil de la formation |
| Grob G.103A Twin Astir II Accro               | 2            | 03-1983         | Actifs                       | Premier appareil de la formation |
| Kasseler Segel Flugzeugbau SG 38 Schulgleiter | 7            | 04-1952         | 1963                         |                                  |
| Schleicher ASK13                              | 9            | 04-1967         | 2004                         |                                  |
| Alexander Schleicher ASK 21                   | 1            | 03-1995         | 10-2003                      |                                  |
| Alexander Schleicher ASW 17                   | 1            | 06-1978         | 12-1998                      |                                  |
| Schleicher ASW19                              | 1            | 06-1978         | 10-2003                      |                                  |
| Schleicher Condor IV/3                        | 1            | 11-1953         | 05-1973                      |                                  |
| Schleicher ES 49 V-3                          | 1            | 11-1952         | 08-1962                      |                                  |
| Schneider Grunau Baby III                     | 10           | 07-1952         | 1975                         |                                  |
| Schleicher Ka2 Rhönschwalbe                   | 4            | 12-1954         | 10-1979                      |                                  |
| Schleicher Ka4 Rhönlerche II                  | 7            | 11-1959         | 10-1979                      |                                  |
| Schleicher Ka6CR Rhönsegler                   | 1            | 11-1961         | 2004                         |                                  |
| Schleicher Ka6E Rhönsegler                    | 1            | 11-1966         | 2004                         |                                  |
| Schleicher Ka8B                               | 8            | 1961            | 2004                         |                                  |
| Schweyer Kranich II                           | 1            | 1950            | 1961                         |                                  |
| Siren C.30S Edelweis                          | 1            | 03-1982         | Retiré du service avant 2004 |                                  |
| Sportavia-Pützer RF5B Sperber                 | 1            | 03-1972         | 01-2002                      | (motor-glider)                   |

## Drones
| Type                 | Nombre total | Mise en service | Retrait du service | Commentaire     |
| -------------------- | ------------ | --------------- | ------------------ | --------------- |
| Eagle B-Hunter (UAV) | 18           | 04-2001         | 2019               |                 |
| MBLE Epervier        | 40           | 1973            | 09-1999            | + 12 Prototypes |